# William Pitt (el Joven)
William Pitt (apodado el Joven) (28 de mayo de 1759-23 de enero de 1806) fue un político y estadista británico, primer ministro del Reino Unido en dos períodos por un total de dos décadas, además de la persona más joven en ocupar dicho cargo de premier británico. Además fue ministro de Hacienda del Reino Unido en tres ocasiones y permaneció desde 1781 hasta 1800 como Miembro de la Cámara de los Comunes del Reino Unido.  
Como jefe del Gobierno de Gran Bretaña, desde 1801 Reino Unido, (entre 1783-1801 y 1804-1806), sentó las bases de una nueva etapa de prosperidad después de la guerra de independencia estadounidense; fue el principal dirigente del Estado durante la lucha contra la Francia revolucionaria, adoptando numerosas leyes represivas para impedir el contagio revolucionario (Aliens Act o Ley de extranjería de 1793; suspensión del habeas corpus por el Habeas Corpus Act en 1794; Seditious Meetings Act o Ley de reuniones sediciosas y Treason Act o Ley sobre traición y prácticas desleales en 1795, y Newspaper Publication Act o Ley de publicaciones periódicas de 1798), y se le atribuye la organización de la Tercera Coalición tras la ruptura por el Reino Unido de la Paz de Amiens. Se le conocía como el Joven para distinguirle de su padre, William Pitt (el Viejo).
William Pitt pasó a ser el primer ministro más joven de Gran Bretaña cuando Jorge III le nombró para este cargo a la edad de 24 años en 1783. Como primer ministro promovió las Combination Laws de 1799-1800, que prohibieron cualquier asociación con fines laborales.

## Infancia y formación
William Pitt, el segundo hijo de William Pitt, primer conde de Chatham, nació el 28 de mayo de 1759 en Hayes Place en el pueblo de Hayes, Kent. Pertenecía a una familia política por ambos lados, ya que su madre, Hester Grenville, era hermana del ex primer ministro George Grenville. Según el biógrafo John Ehrman, Pitt heredó la brillantez y el dinamismo de su padre, y una naturaleza decidida y metódica de los Grenville.

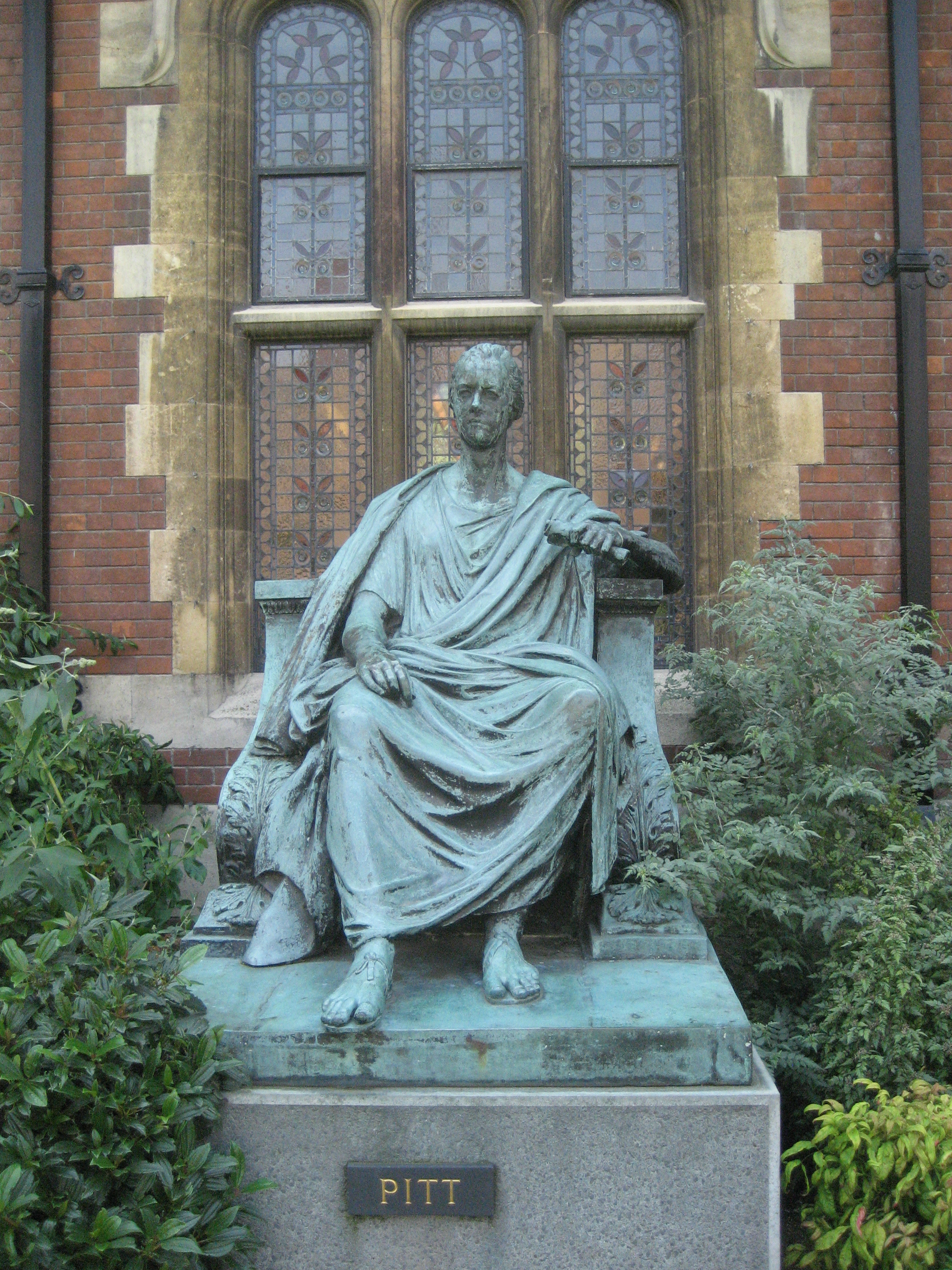
William Pitt sculpture at Pembroke College, Cambridge

Padecía una mala salud ocasional cuando era niño y fue educado en casa por el reverendo Edward Wilson. Pitt, un niño inteligente, rápidamente se volvió competente en latín y griego. Fue admitido en el Pembroke College, Cambridge, el 26 de abril de 1773, un mes antes de cumplir los catorce años. Estudió filosofía política, los clásicos, matemáticas, trigonometría, química e historia. En Cambridge, Pitt fue instruido por George Pretyman, quien se convirtió en su amigo personal cercano. Más tarde, Pitt nombró a Pretyman Obispo de Lincoln, luego de Winchester, y se basó en sus consejos a lo largo de su carrera política. Mientras estaba en Cambridge, se hizo amigo del joven William Wilberforce, quien se convirtió en un amigo de toda la vida y su aliado político en el Parlamento. Pitt tendía a socializar solo con compañeros de estudios y otras personas que ya conocía, y rara vez se aventuraba fuera de los terrenos de la universidad. Sin embargo, lo describieron como encantador y amigable. Según Wilberforce, Pitt tenía un ingenio excepcional junto con un sentido del humor tiernamente entrañable: "ningún hombre ... jamás se entregó más libre o felizmente a esa broma juguetona que gratifica a todos sin herir a nadie". En 1776, Pitt, en razón a su mala salud, aprovechó un privilegio poco utilizado, disponible solo para los hijos de los nobles y eligió graduarse sin tener que aprobar los exámenes. Se dice que el padre de Pitt le exigió que tradujera continuamente en voz alta literatura clásica al inglés y que declamara sobre temas previamente desconocidos en un esfuerzo por desarrollar sus habilidades de oratoria. El padre de Pitt, que para entonces había sido elevado a la nobleza como conde de Chatham, murió en 1778. Como hijo menor, Pitt el Joven recibió solo una pequeña herencia. Obtuvo su formación legal en Lincoln's Inn y fue llamado a filas en el verano de 1780.

## Inicios de su carrera política

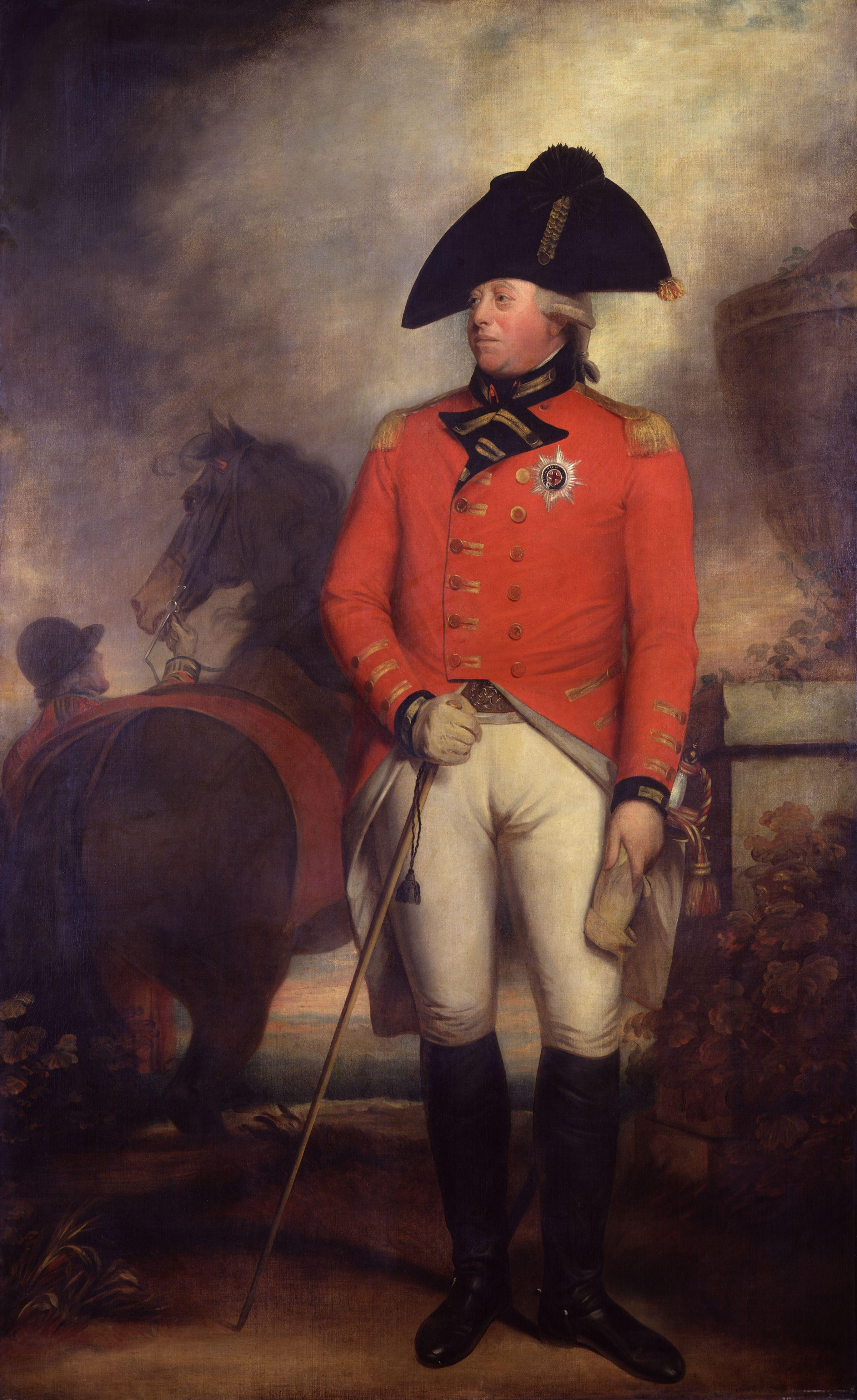
Jorge III por Sir William Beechey (1799)

Durante las elecciones generales de septiembre de 1780, a la edad de 21 años, Pitt se presentó al escaño de la Universidad de Cambridge, pero perdió. Aún con la intención de ingresar al Parlamento, Pitt se aseguró el patrocinio de James Lowther, luego primer conde de Lowther, con la ayuda de su amigo de la universidad, Charles Manners, cuarto duque de Rutland. Lowther controló eficazmente el distrito de Appleby y una elección parcial en esa circunscripción envió a Pitt a la Cámara de los Comunes en enero de 1781. La entrada de Pitt en el parlamento es algo irónica, ya que más tarde arremetió contra los mismos distritos controlados que le habían dado su escaño.
En el Parlamento, el joven Pitt dejó de lado su tendencia a ser retraído en público, emergiendo como un destacado polemista desde su discurso inaugural. Pitt originalmente se alineó con algunos whigs prominentes como Charles James Fox. Con los otros Whigs, Pitt denunció la continuación de la guerra de Independencia de los Estados Unidos, como lo había hecho enérgicamente su padre. En cambio, propuso que el primer ministro, Lord North, hiciera las paces con las rebeldes colonias estadounidenses. Pitt también apoyó las medidas de reforma parlamentaria, incluida una propuesta que habría controlado la corrupción electoral. Renovó su amistad con William Wilberforce, ahora diputado por Hull, con quien se reunía con frecuencia en la galería de la Cámara de los Comunes.
Después del colapso del ministerio de Lord North en 1782, el Whig Charles Watson-Wentworth, segundo marqués de Rockingham, fue nombrado primer ministro. A Pitt se le ofreció el puesto menor de vicetesorero de Irlanda, pero se negó, considerando el puesto demasiado subordinado. Lord Rockingham murió solo tres meses después de llegar al poder y fue sucedido por otro Whig, William Petty, segundo conde de Shelburne. Muchos whigs que habían formado parte del ministerio de Rockingham, incluido Fox, se negaron a servir bajo Lord Shelburne, el nuevo primer ministro. Pitt, sin embargo, se sentía cómodo con Shelburne y, por lo tanto, se unió a su gobierno en el que fue nombrado ministro de Hacienda.
Fox, quien se convirtió en el rival político de toda la vida de Pitt, se unió a una coalición con Lord North, con quien colaboró para lograr la derrota de la administración de Shelburne. Cuando lord Shelburne dimitió en 1783, el rey Jorge III, que despreciaba a Fox, se ofreció a nombrar a Pitt para el cargo de primer ministro. Pero Pitt declinó el ofrecimiento sabiamente, porque sabía que sería incapaz de conseguir el apoyo de la Cámara de los Comunes. La coalición Fox-North llegó al poder en un gobierno encabezado nominalmente por William Cavendish-Bentinck, tercer duque de Portland.
Pitt, que había sido despojado de su puesto de ministro de Hacienda, se unió a la oposición. Planteó la cuestión de la reforma parlamentaria para tensar a la incómoda coalición Fox-North, que incluía tanto a partidarios como detractores de la reforma. No abogó por una expansión del sufragio electoral, pero buscó abordar el soborno y los distritos controlados. Aunque su propuesta fracasó, muchos reformadores del Parlamento llegaron a considerarlo su líder, en lugar de Charles James Fox.

## Impacto de la guerra de Independencia de Estados Unidos
Perder la guerra y las Trece Colonias fue un shock para el sistema político británico. La guerra reveló las limitaciones del estado fiscal-militar de Gran Bretaña cuando tenía enemigos poderosos y ningún aliado, dependía de líneas de comunicación transatlánticas extensas y vulnerables y se enfrentaba, por primera vez desde el siglo XVII, a enemigos tanto protestantes como católicos. La derrota aumentó la disensión y aumentó el antagonismo político hacia los ministros del rey. Dentro del parlamento, la principal preocupación cambió de los temores hacia un monarca demasiado poderoso a las cuestiones de representación, reforma parlamentaria y reducción del gobierno. Los reformadores buscaron destruir lo que consideraban como una corrupción institucional generalizada. El resultado fue una fuerte crisis de 1776 a 1783. La paz de 1783 dejó a Francia postrada financieramente, mientras que la economía británica floreció debido al regreso de los negocios estadounidenses. Esa crisis terminó en 1784 como resultado de la astucia del rey para burlar a Fox y la renovada confianza en el sistema engendrado por el liderazgo de Pitt. Los historiadores concluyen que la pérdida de las colonias americanas permitió a Gran Bretaña lidiar con la Revolución Francesa con más unidad y organización de lo que hubiera sido de otra manera. Gran Bretaña se volvió hacia Asia, el Pacífico y más tarde hacia África con la exploración que condujo al surgimiento del Segundo Imperio Británico.

## Ascenso al poder

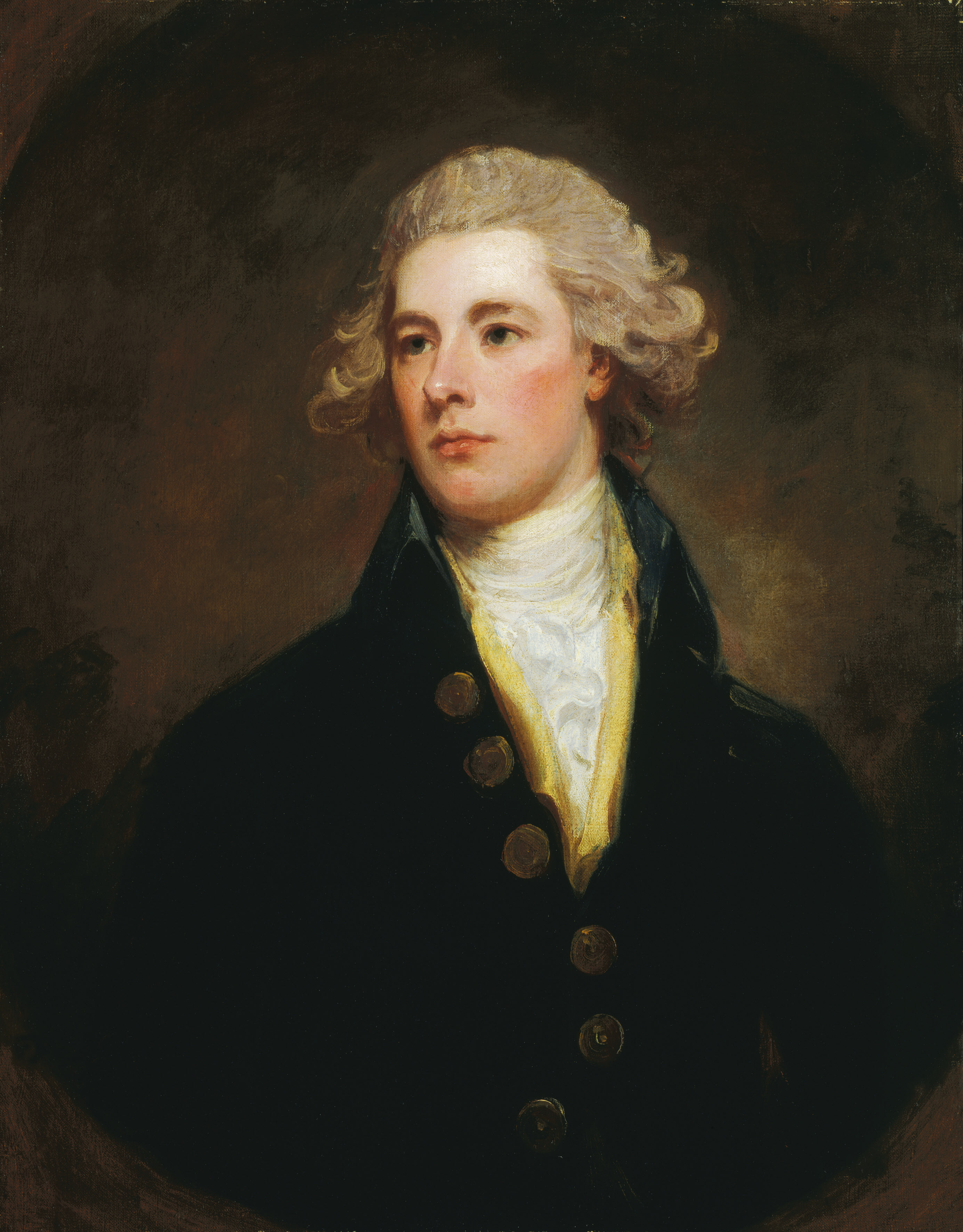
George Romney - William Pitt theYounger - Tate Britain

La Coalición Fox-North cayó en diciembre de 1783, después de que Fox presentara el proyecto de ley de Edmund Burke para reformar la Compañía de las Indias Orientales para obtener el patrocinio que tanto le faltaba mientras el rey se negaba a apoyarlo. Fox dijo que el proyecto de ley era necesario para salvar a la empresa de la quiebra. Pitt respondió que: "La necesidad es el alegato por cada violación de la libertad humana. Es el argumento de los tiranos; es el credo de los esclavos". El Rey se opuso al proyecto de ley; cuando fue aprobado en la Cámara de los Comunes, aseguró su derrota en la Cámara de los Lores amenazando con considerar a cualquiera que votara por ella como su enemigo. Tras el fracaso del proyecto de ley en la Cámara Alta, Jorge III destituyó al gobierno de coalición y finalmente confió el cargo de primer ministro a William Pitt, después de haberle ofrecido el puesto tres veces anteriormente.
Cuando el rey destituyó al gobierno de coalición Fox-North y nombró a Pitt para reemplazarlo surgió una crisis constitucional. Aunque se enfrentó a una mayoría hostil en el Parlamento, Pitt pudo solidificar su posición en unos pocos meses. Algunos historiadores sostienen que su éxito fue inevitable dada la importancia decisiva del poder monárquico; otros argumentan que el rey apostó por Pitt y que ambos habrían fracasado si no fuera por una racha de buena fortuna. [26]
Pitt, a la edad de 24 años, se convirtió en el primer ministro más joven de Gran Bretaña. Una sátira contemporánea The Rolliad lo ridiculizó por su juventud: [27]
   Sobre el resto, majestuosamente grande,
   He aquí el Atlas infantil del estado,
   El milagro incomparable de los tiempos modernos,
   En quien Britannia muestra al mundo
   Un espectáculo para hacer mirar fijamente a las naciones vecinas;
   Un reino confiado al cuidado de un escolar.
Muchos vieron a Pitt como un nombramiento provisional hasta que un estadista de mayor rango asumiera el cargo. Sin embargo, aunque se pronosticó ampliamente que la nueva administración no duraría más que la temporada navideña, [28] sobrevivió durante diecisiete años.
Para reducir el poder de la oposición, Pitt ofreció a Charles James Fox y sus aliados puestos en el gabinete. Sin embargo, la negativa de Pitt a incluir a Lord North frustró sus esfuerzos. El nuevo gobierno se puso inmediatamente a la defensiva y en enero de 1784 fue derrotado por una moción de censura. Pitt, sin embargo, dio el paso sin precedentes de negarse a dimitir, a pesar de esta derrota. Conservó el apoyo del rey, que no confiaría las riendas del poder a la Coalición Fox-Norte. También recibió el apoyo de la Cámara de los Lores, que aprobó mociones de apoyo y recibió también muchos mensajes de apoyo del país en general, en forma de peticiones de aprobación de su nombramiento que influyeron en algunos diputados para que cambiaran su apoyo a Pitt. Al mismo tiempo, se le concedió el galardón de la Libertad de la Ciudad de Londres. Cuando regresó de la ceremonia para conmemorar esto, los dirigentes de la ciudad llevaron el coche de Pitt a casa ellos mismos, en señal de respeto. Al pasar por un club whig, el cortejo fue atacado por un grupo de hombres que intentaron agredir a Pitt. Cuando se difundió la noticia de esto, se asumió que Fox y sus asociados habían tratado de derribar a Pitt por cualquier medio.
Pitt ganó gran popularidad entre el público en general y llamado "Honest Billy", que fue visto como un cambio refrescante respecto a la deshonestidad, la corrupción y la falta de principios ampliamente asociados con Fox y North. A pesar de una serie de derrotas en la Cámara de los Comunes, Pitt permaneció desafiante en el cargo, viendo cómo la mayoría de la Coalición se reducía cuando algunos miembros del Parlamento abandonaban la Oposición para abstenerse.

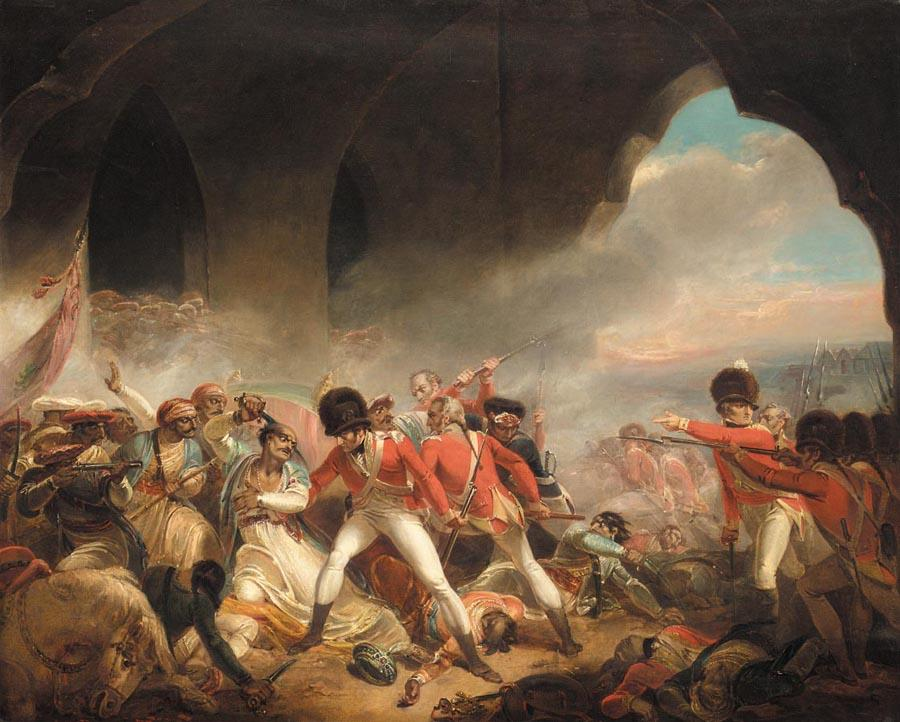
La caída de Tipu Sultan y el Sultanato de Mysore en 1799

En marzo de 1784, se disolvió el Parlamento y se celebraron elecciones generales. Una derrota electoral para el gobierno estaba fuera de discusión porque Pitt contaba con el apoyo del rey Jorge III. Normalmente se esperaba que el patrocinio y los sobornos pagados por el Tesoro fueran suficientes para asegurar al gobierno una mayoría cómoda en la Cámara de los Comunes, pero en esta ocasión, el gobierno también cosechó mucho apoyo popular. En los distritos electorales más populares, la elección se libró entre candidatos que representaban claramente a Pitt o Fox y North. Los primeros resultados mostraron un cambio masivo hacia Pitt, con el resultado de que muchos miembros de la oposición que aún no se habían enfrentado a elecciones, desertaron, se retiraron o hicieron tratos con sus oponentes para evitar costosas derrotas.
Una excepción notable se produjo en la propia circunscripción de Fox de Westminster, que contenía uno de los electorados más grandes del país. En una contienda que se estima que costó una cuarta parte del gasto total en todo el país, Fox luchó encarnizadamente contra dos candidatos de Pitt para asegurarse uno de los dos escaños para la circunscripción. Siguieron grandes disputas legales, incluido el examen de cada voto emitido, que se prolongó durante más de un año. Mientras tanto, Fox se sentó en el Parlamento por el distrito controlado de Tain Burghs. Muchos vieron la impugnación del resultado como indebidamente vengativa por parte de Pitt y, finalmente, los exámenes se abandonaron y Fox fue declarado electo. Por otra parte, Pitt ganó un triunfo personal cuando fue elegido por la Universidad de Cambridge, una circunscripción que había codiciado durante mucho tiempo y que continuaría representando durante el resto de su vida.

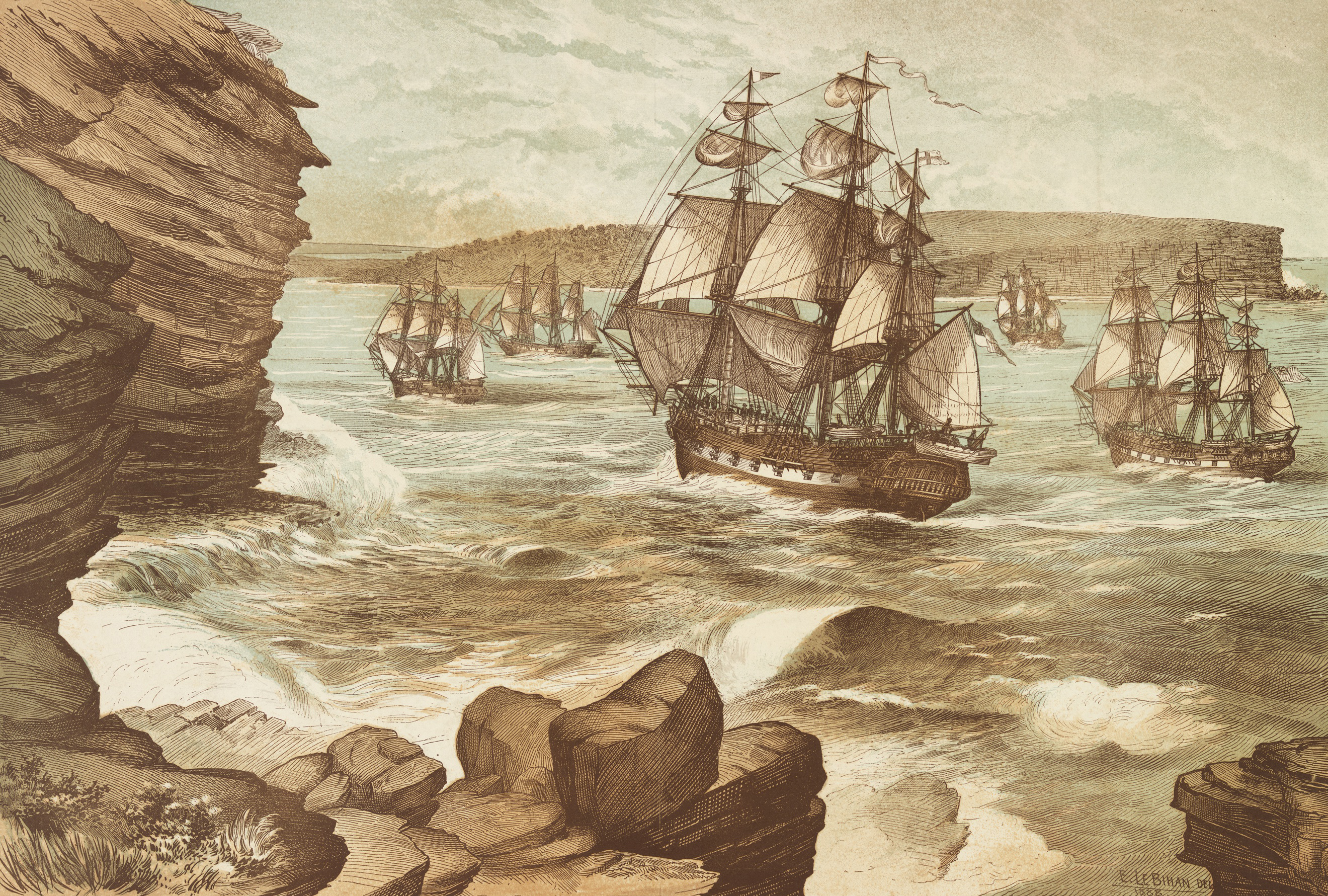
The First Fleet entrando en Port Jackson, 26 de enero de 1788

## Primer gobierno

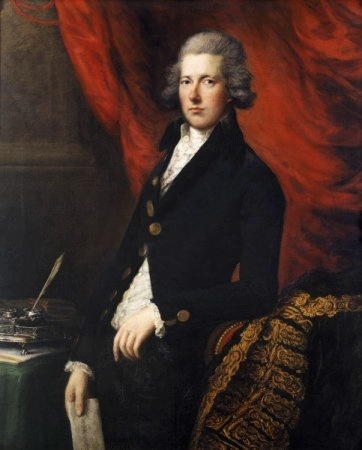
William Pitt de Gainsborough Dupont en la colección Burrell, Glasgow

### India

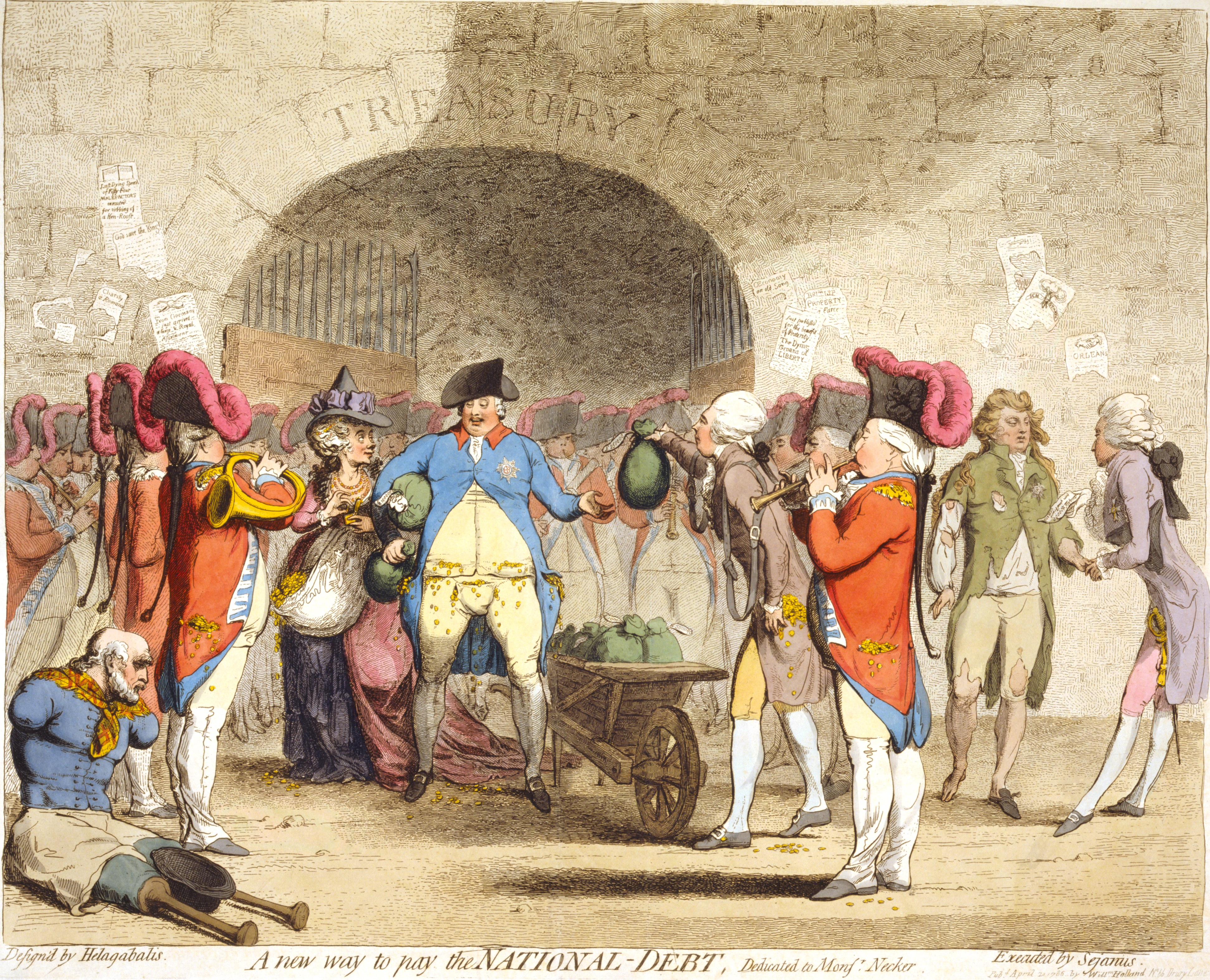
En "Una nueva forma de pagar la deuda nacional" (1786), James Gillray caricaturizó a la reina Charlotte y Jorge III repletos de fondos del tesoro para cubrir las deudas reales, y Pitt le entrega otra bolsa de dinero.

Con su administración segura, Pitt podría comenzar a implementar su agenda. Su primera legislación importante como primer ministro fue la Ley de la India de 1784, que reorganizó la Compañía Británica de las Indias Orientales y vigiló la corrupción. La Ley de la India creó una nueva Junta de Control para supervisar los asuntos de la Compañía de las Indias Orientales. Se diferenciaba del fallido proyecto de ley de la India de 1783 de Fox y especificaba que la junta sería nombrada por el rey. Pitt fue nombrado, junto con Lord Sydney, quien fue designado presidente. La ley centralizó el dominio británico en la India al reducir el poder de los gobernadores de Bombay y Madrás y al aumentar el del gobernador general Charles Cornwallis. En 1786 se hicieron más aumentos de la autoridad del gobernador general, presumiblemente por Lord Sydney, y también como resultado de la introducción de la compañía en Penang con su propio superintendente (gobernador), el capitán Francis Light, en 1786.

### Reforma parlamentaria
En política interna, Pitt se preocupó por la causa de la reforma parlamentaria. En 1785, presentó un proyecto de ley para eliminar la representación de treinta y seis distritos controlados y extender, en pequeña medida, el sufragio electoral a más personas. Sin embargo, el apoyo de Pitt al proyecto de ley no fue lo suficientemente fuerte como para evitar su derrota en la Cámara de los Comunes. El proyecto de ley de 1785 fue la última propuesta de reforma parlamentaria presentada por Pitt a los legisladores británicos.

### Colonia penal australiana
Los convictos eran originalmente transportados a las Trece Colonias de América del Norte, pero después de que terminó la guerra de Independencia de Estados Unidos en 1783, los Estados Unidos recién formados se negaron a aceptar más convictos. El gobierno de Pitt tomó la decisión de asentarlos en lo que hoy es Australia y fundó la colonia penal en agosto de 1786. La Primera Flota de 11 embarcaciones transportó a más de mil colonos, incluidos 778 convictos. La Colonia de Nueva Gales del Sur fue proclamada formalmente por el gobernador Arthur Phillip el 7 de febrero de 1788 en Sídney.

### Finanzas

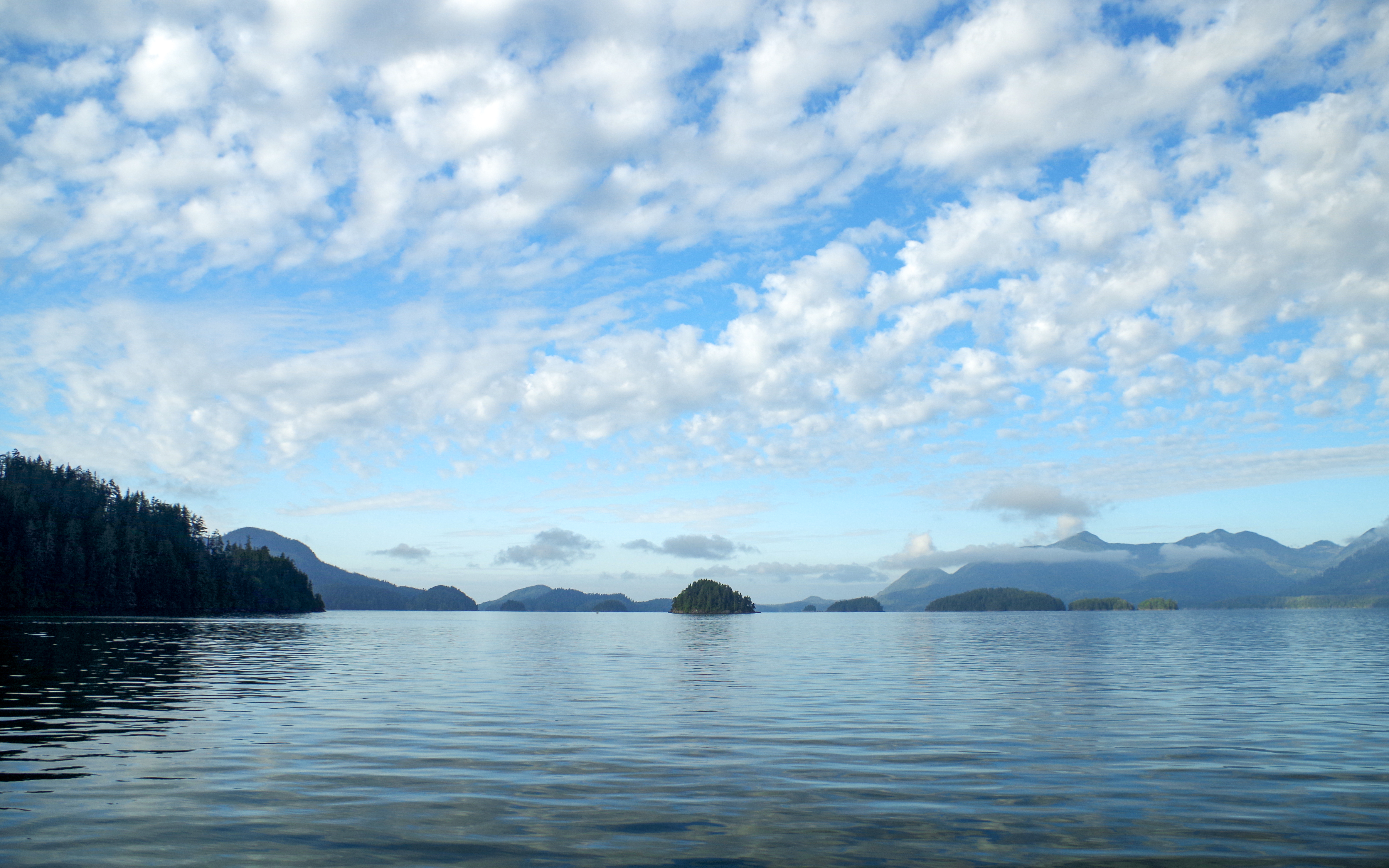
Estrecho de Nutca (Columbia Británica)

Otro problema interno importante del que Pitt tuvo que preocuparse fue la deuda nacional, que se había duplicado a 243 millones de £ durante la guerra estadounidense. Cada año, un tercio del presupuesto de 24 millones de £ se destinaba a pagar los intereses. Pitt buscó reducir la deuda nacional imponiendo nuevos impuestos. En 1786, instituyó un fondo de amortización para que se añadiera un millón de libras al año a un fondo para que pudiera acumular intereses; finalmente, el dinero del fondo se utilizaría para pagar la deuda nacional. En 1792, la deuda se había reducido a 170 millones de libras esterlinas.
Pitt siempre prestó mucha atención a las cuestiones financieras. Una quinta parte de las importaciones de Gran Bretaña se introducían de contrabando sin pagar impuestos. Facilitó a los comerciantes honestos la importación de mercancías al reducir los aranceles sobre los artículos que se podían pasar fácilmente de contrabando, como el té, el vino, las bebidas espiritosas y el tabaco. Esta política aumentó los ingresos aduaneros en casi 2 millones de libras esterlinas al año.

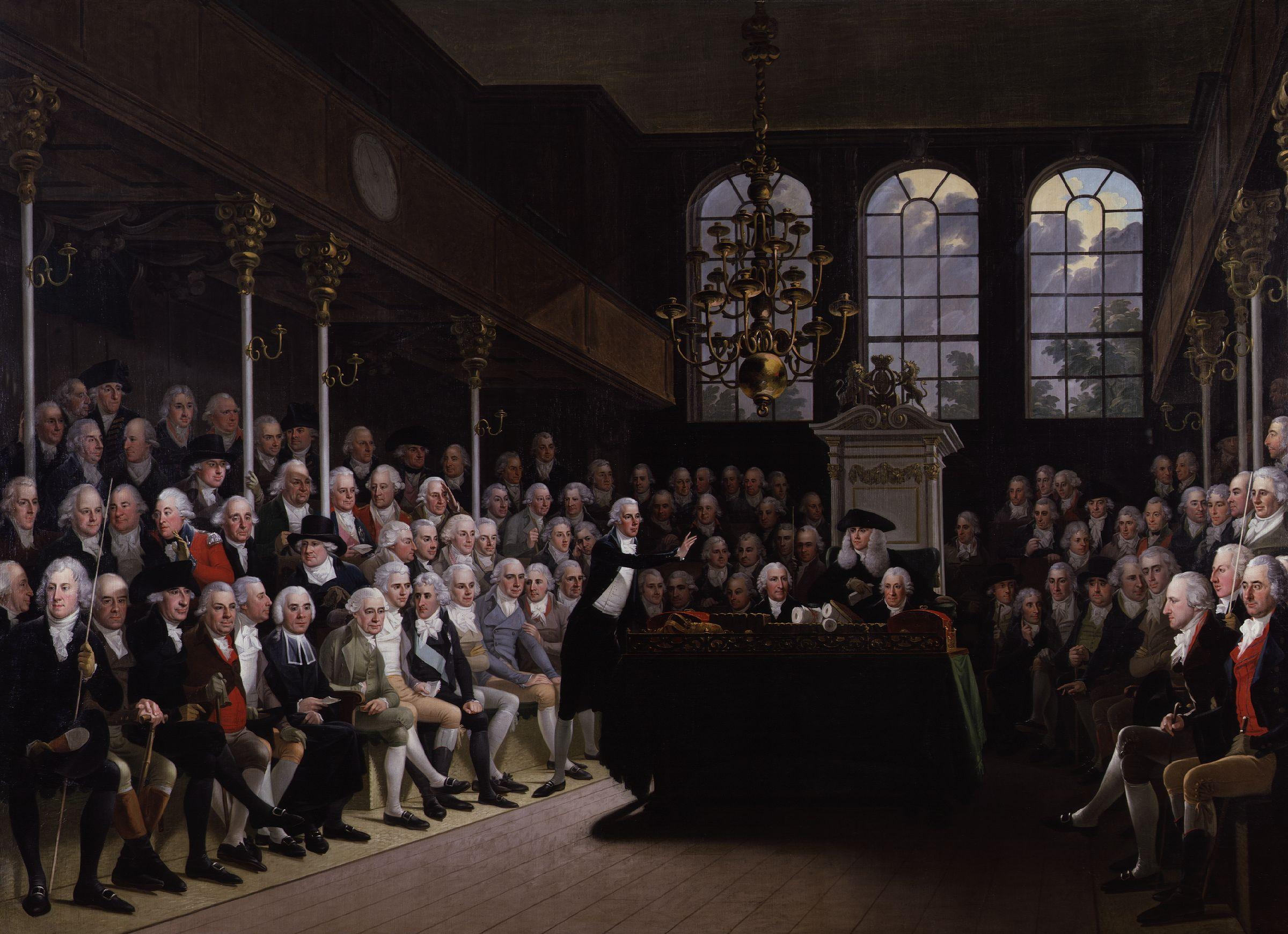
Pitt (en el centro de pie) dirigiéndose a los Comunes sobre el estallido de la guerra con Francia (1793); pintura de Anton Hickel

#### Reservas de oro. Impuesto sobre la renta
En 1797, Pitt se vio obligado a proteger las reservas de oro del reino impidiendo que las personas cambiaran billetes por oro. Gran Bretaña continuaría utilizando papel moneda durante más de dos décadas. Pitt también se vio obligado a introducir el primer impuesto sobre la renta de Gran Bretaña. El nuevo impuesto ayudó a compensar las pérdidas en los ingresos por impuestos indirectos, que habían sido causadas por una disminución del comercio.

### Relaciones Exteriores
Pitt buscó alianzas europeas para restringir la influencia francesa, formando la Triple Alianza con Prusia y Holanda en 1788. Durante la Controversia del Estrecho de Nutca en 1790, Pitt aprovechó la alianza para obligar a España a renunciar a su derecho al control exclusivo de la costa occidental de América del Norte y del Sur. Sin embargo, la Alianza no logró producir otros beneficios importantes para Gran Bretaña.

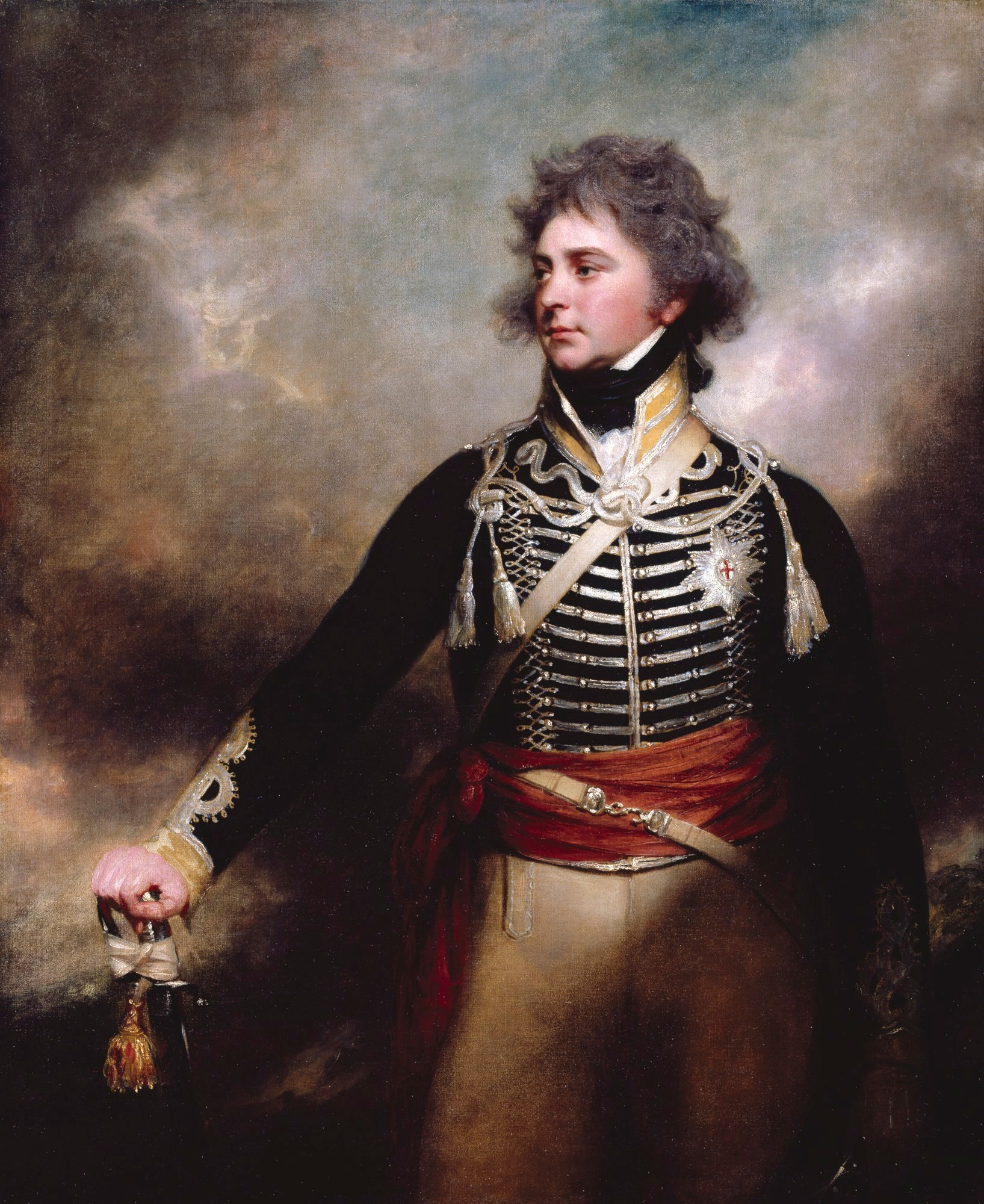
Prince of Wales (George IV), por Sir William Beechey, ca. 1798

Pitt estaba alarmado por la expansión rusa en la década de 1780 a expensas del Imperio otomano. Las relaciones entre Rusia y Gran Bretaña se vieron perturbadas durante la guerra ruso-turca de 1787-1792 por la suscripción de Pitt a la opinión del gobierno prusiano de que la Triple Alianza no podía permitir impunemente que se perturbara el equilibrio de poder en Europa del Este. En las conversaciones de paz con los otomanos, Rusia se negó a devolver la fortaleza clave de Ochakov y Pitt quería amenazar con represalias militares. Sin embargo, el embajador de Rusia, Semyon Vorontsov, organizó a los enemigos de Pitt y lanzó una campaña en contra de la opinión pública. Pitt se había alarmado por la oposición a su política rusa en el parlamento, Burke y Fox pronunciaron poderosos discursos contra la devolución de Ochakov a los turcos. Pitt ganó la votación por tan poco que se rindió. El estallido de la Revolución francesa y las guerras que la acompañaron unieron temporalmente a Gran Bretaña y Rusia en una alianza ideológica contra el republicanismo francés.

### El trastorno del Rey
En 1788, Pitt se enfrentó una gran crisis cuando el rey fue víctima de una misteriosa enfermedad, una forma de trastorno mental que lo incapacitó. Si el soberano era incapaz de cumplir con sus deberes constitucionales, el Parlamento necesitaría nombrar un regente para gobernar en su lugar. Todas las facciones estuvieron de acuerdo en que el único candidato viable era el hijo mayor del rey, Jorge, Príncipe de Gales. El príncipe, sin embargo, era partidario de Charles James Fox. Si el príncipe hubiera llegado al poder, casi seguramente habría despedido a Pitt. Sin embargo, no tuvo esa oportunidad, ya que el Parlamento pasó meses debatiendo los tecnicismos legales relacionados con la regencia. Afortunadamente para Pitt, el rey se recuperó en febrero de 1789, justo después de que se introdujera y aprobara un proyecto de ley de Regencia en la Cámara de los Comunes.
Las elecciones generales de 1790 resultaron en una mayoría para el gobierno y Pitt continuó como primer ministro. En 1791, procedió a abordar uno de los problemas a que se enfrentaba el creciente Imperio Británico: el futuro del Canadá Británico. Por la Ley Constitucional de 1791, la provincia de Quebec se dividió en dos provincias separadas: el Bajo Canadá predominantemente francés y el Alto Canadá predominantemente inglés. En agosto de 1792, coincidiendo con la captura de Luis XVI por los revolucionarios franceses, Jorge III nombró a Pitt como Lord Guardián de los Cinco Puertos, un cargo cuyo titular era responsable de las defensas costeras del reino. El rey le había ofrecido en 1791 el título de Caballero de la Jarretera, pero él sugirió que el honor fuera para su hermano mayor, el segundo conde de Chatham.

## La Revolución Francesa

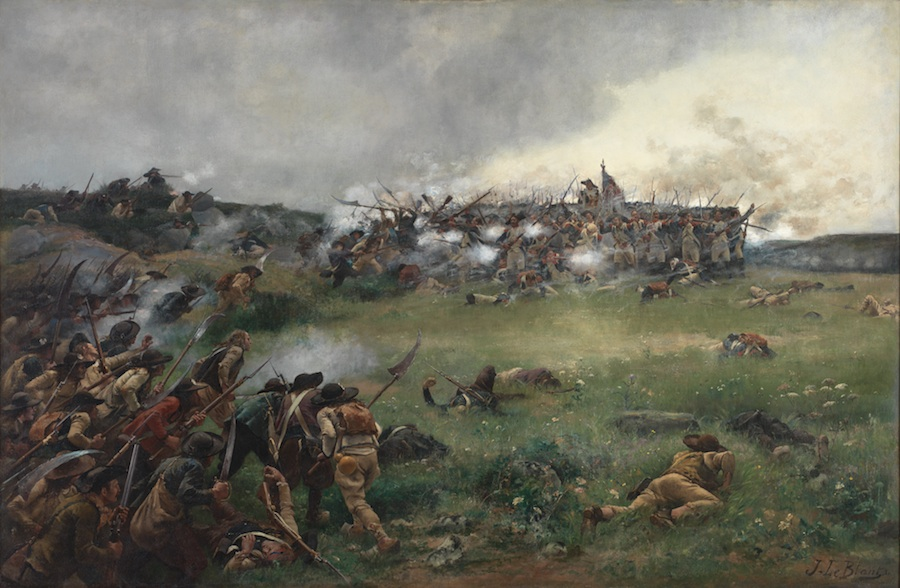
Los Vendeanos se rebelaron contra el gobierno revolucionario en 1793. Le Bataillon Carré, Affaire de Fougères 1793

Una temprana respuesta favorable a la Revolución francesa alentó a muchos en Gran Bretaña a reabrir el tema de la reforma parlamentaria, que había estado inactiva desde que el proyecto de ley de reforma de Pitt fue rechazado en 1785. Sin embargo, los reformadores fueron rápidamente etiquetados como radicales y asociados de los revolucionarios franceses. Posteriormente, en 1794, la administración de Pitt juzgó a tres de ellos por traición, pero no fueron condenados. El parlamento comenzó a promulgar leyes represivas para silenciar a los reformadores. Las personas que publicaron material sedicioso fueron sancionadas y, en 1794, se suspendió el recurso de habeas corpus. Otras medidas represivas incluyeron la Ley de Reuniones Sediciosas, que restringió el derecho de las personas a reunirse públicamente y las Leyes Combinadas, que restringieron la formación de sociedades u organizaciones que favorecieran las reformas políticas.
La guerra con Francia fue extremadamente costosa, lo que tensó las finanzas de Gran Bretaña. A diferencia de las últimas etapas de las guerras napoleónicas, en este punto Gran Bretaña tenía solo un ejército permanente muy pequeño y, por lo tanto, contribuyó al esfuerzo de guerra principalmente a través del poder marítimo y proporcionando fondos a otros miembros de la coalición que enfrentaban a Francia.

### Luchas ideológicas
A lo largo de la década de 1790, la guerra contra Francia se presentó en una lucha ideológica entre el republicanismo francés y el monarquismo británico con el gobierno británico que buscaba movilizar a la opinión pública en apoyo de la guerra. El gobierno de Pitt llevó a cabo una vigorosa campaña de propaganda contrastando la sociedad ordenada de Gran Bretaña dominada por la aristocracia y la nobleza versus la "anarquía" de la revolución francesa y siempre buscó asociar a los "radicales" británicos con la revolución en Francia. Aunque el gobierno de Pitt redujo drásticamente las libertades civiles y creó una red de espionaje a nivel nacional en la que se animaba a la gente común a denunciar a cualquier "radical" que pudiera haber entre ellos, el historiador Eric Evans argumentó que la imagen de "reinado del terror" de Pitt como se describe por el historiador marxista EP Thompson es equivocada, afirmando que hay muchas evidencias de un "movimiento conservador popular" que se unió en defensa del Rey y la Patria. Evans escribió que hubo alrededor de 200 procesamientos de "radicales" sospechosos de simpatizar con la revolución francesa en los tribunales británicos en la década de 1790, que fue mucho menor que los procesamientos de presuntos jacobitas después de las rebelión jacobita de 1715 y la de 1745. Sin embargo, la red de espías mantenida por el gobierno fue eficiente. En la novela Northanger Abbey de Jane Austen, que fue escrita en la década de 1790, pero no publicada hasta 1817, uno de los personajes comenta que no era posible que una familia guardara secretos en estos tiempos modernos cuando los espías del gobierno acechaban por todas partes. Este comentario captura bien la atmósfera tensa y paranoica de la década de 1790, cuando se animaba a la gente a denunciar a los "radicales" ante las autoridades.

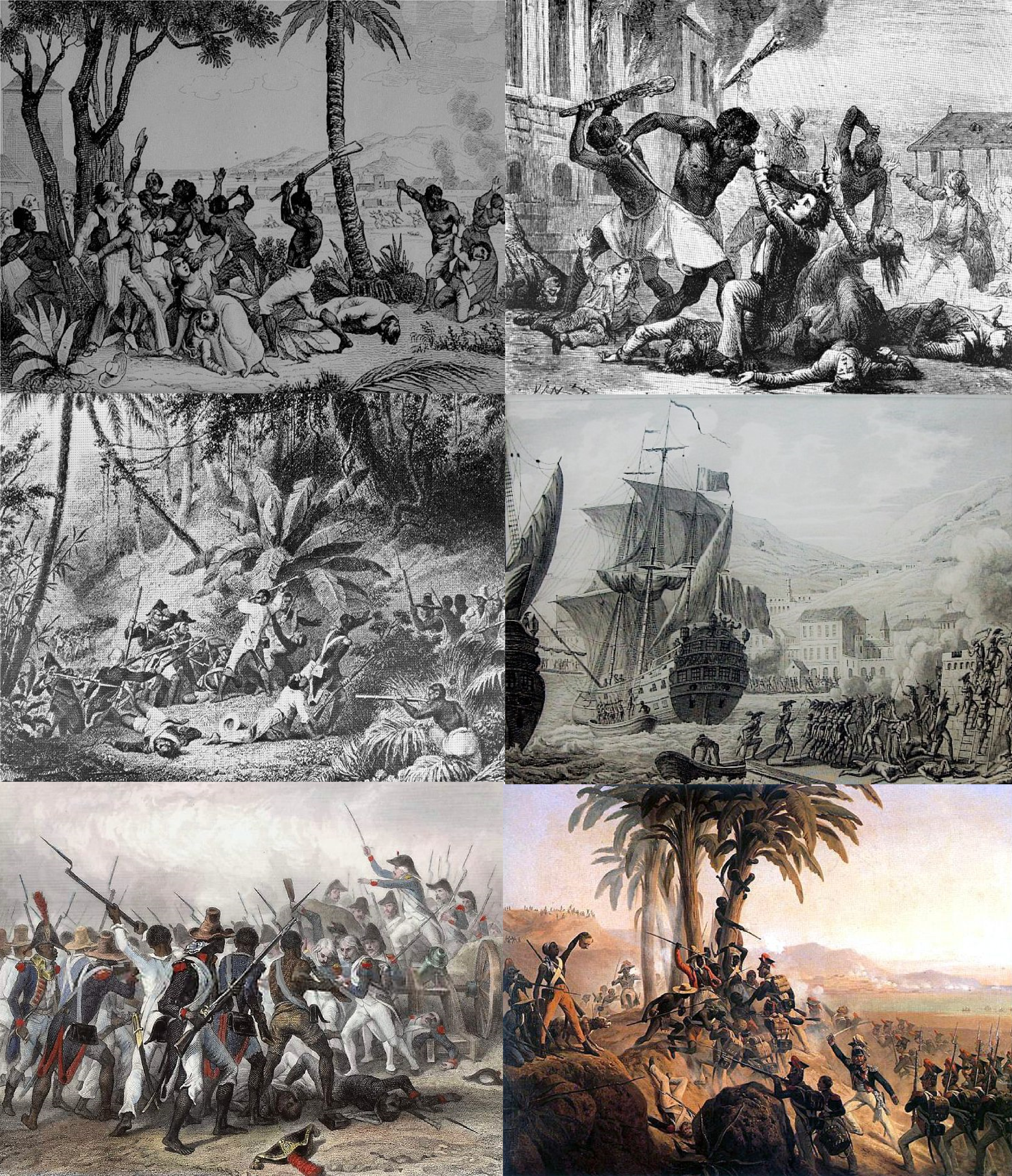
Revolución Haitiana

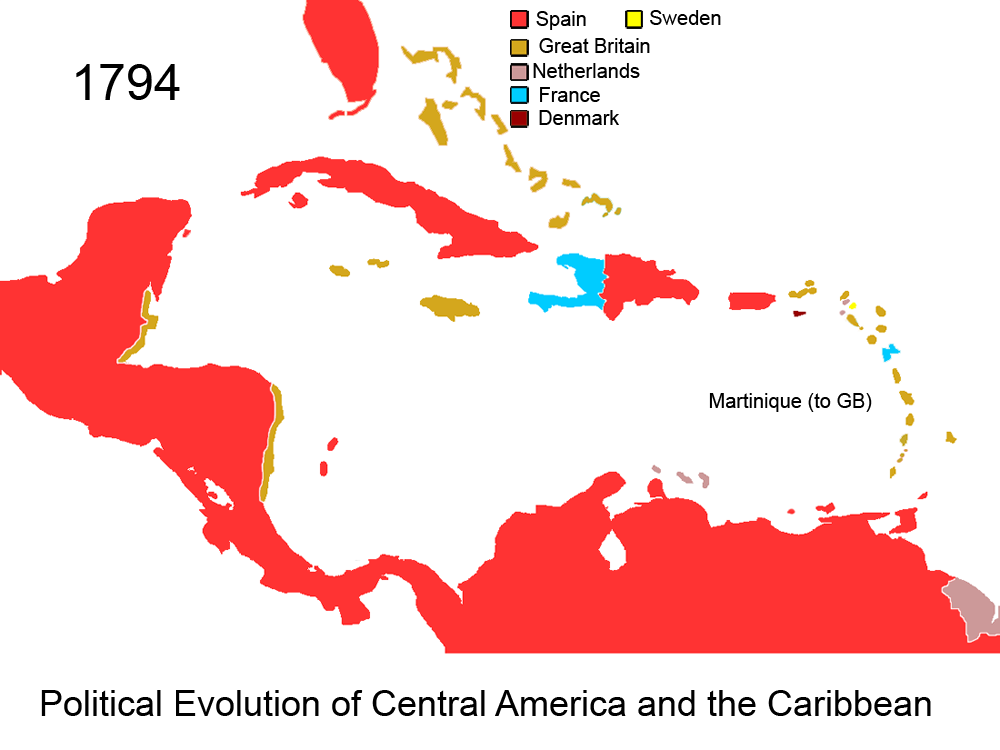
Colonias europeas en el Caribe en 1794

### La cuestión de Haití
En 1793, Pitt decidió aprovechar la Revolución Haitiana para apoderarse de Haití, la colonia francesa más rica del mundo, creyendo que esto supondría un gran golpe para Francia al integrarla en el Imperio Británico y asegurar que los esclavos en las Indias Occidentales Británicas no se sentirían inspirados a rebelarse de la misma manera. Muchos de los propietarios de plantaciones de esclavos en las Indias Occidentales Británicas se habían alarmado mucho por la revolución, que comenzó en 1791, y presionaban fuertemente a Pitt para restaurar la esclavitud en Haití, para que sus propios esclavos no se sintieran inspirados a buscar la libertad. Los británicos desembarcaron en Haití el 20 de septiembre de 1793, declarando que habían venido a proteger a la población blanca de los negros y pudieron apoderarse de algunos enclaves costeros. El hecho de que los británicos hubieran venido a restaurar la esclavitud en Haití inspiró una feroz resistencia de los haitianos, que no tenían ningún deseo de verse encadenados nuevamente. El elevado número de muertos causado por la fiebre amarilla, el tan temido "vómito negro", hizo imposible la conquista de Haití, pero Pitt, sin inmutarse, lanzó lo que llamó el "gran empujón" en 1795, enviando una expedición británica aún mayor.

En noviembre de 1795, unos 218 barcos partieron de Portsmouth hacia Haití. [58] Después del fracaso de la expedición de Quiberon a principios de 1795, cuando los británicos desembarcaron una fuerza de realistas franceses en la costa de Francia que fueron aniquilados por las fuerzas de la república, Pitt había decidido que era crucial para Gran Bretaña conquistar Haití, sin importar lo que costara en vidas y dinero, para mejorar la capacidad negociadora de Gran Bretaña cuando llegara el momento de hacer las paces con la república francesa. El historiador británico Michael Duffy argumenta que, dado que Pitt destinó muchos más efectivos y dinero a las expediciones al Caribe, que a Europa en los años 1793-1798, es correcto considerar a las Indias Occidentales como el principal teatro de guerra de Gran Bretaña y a Europa como un escenario secundario. 

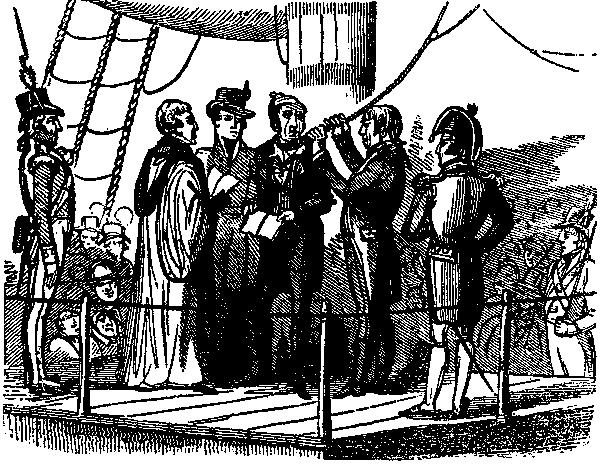
Richard Parker antes de ser ahorcado por el Motín de Spithead

En 1795, el 50% del ejército británico se desplegó en las Indias Occidentales (con el contingente más grande en Haití), mientras que el resto del ejército británico se dividió entre Gran Bretaña, Europa, la India y América del Norte.
Mientras la cifra de muertos británicos, en gran parte causada por la fiebre amarilla, seguía aumentando, Pitt fue criticado en la Cámara de los Comunes. Varios diputados sugirieron que sería mejor abandonar la expedición, pero Pitt insistió en que Gran Bretaña había dado su palabra de honor de que protegería a los plantadores franceses de sus antiguos esclavos y que la expedición a Haití no podía abandonarse. El intento británico de conquista terminó en desastre; los británicos se retiraron el 31 de agosto de 1798 después de haber gastado 4 millones de libras y haber perdido alrededor de 100.000 hombres -muertos o lisiados de por vida, en su mayoría por enfermedades- durante los cinco años anteriores. El historiador británico Sir John William Fortescue escribió que Pitt y su gabinete habían intentado destruir el poder francés "en estas islas tropicales... sólo para descubrir, cuando era demasiado tarde, que prácticamente destruyeron al ejército británico". Fortescue concluyó que el intento de Pitt de agregar Haití al imperio británico había matado a la mayor parte del ejército británico, le había costado una fortuna al tesoro británico y debilitado la influencia británica en Europa, haciendo que el poder británico estuviera "encadenado y paralizado", todo en vano...

### El motín de Spithead

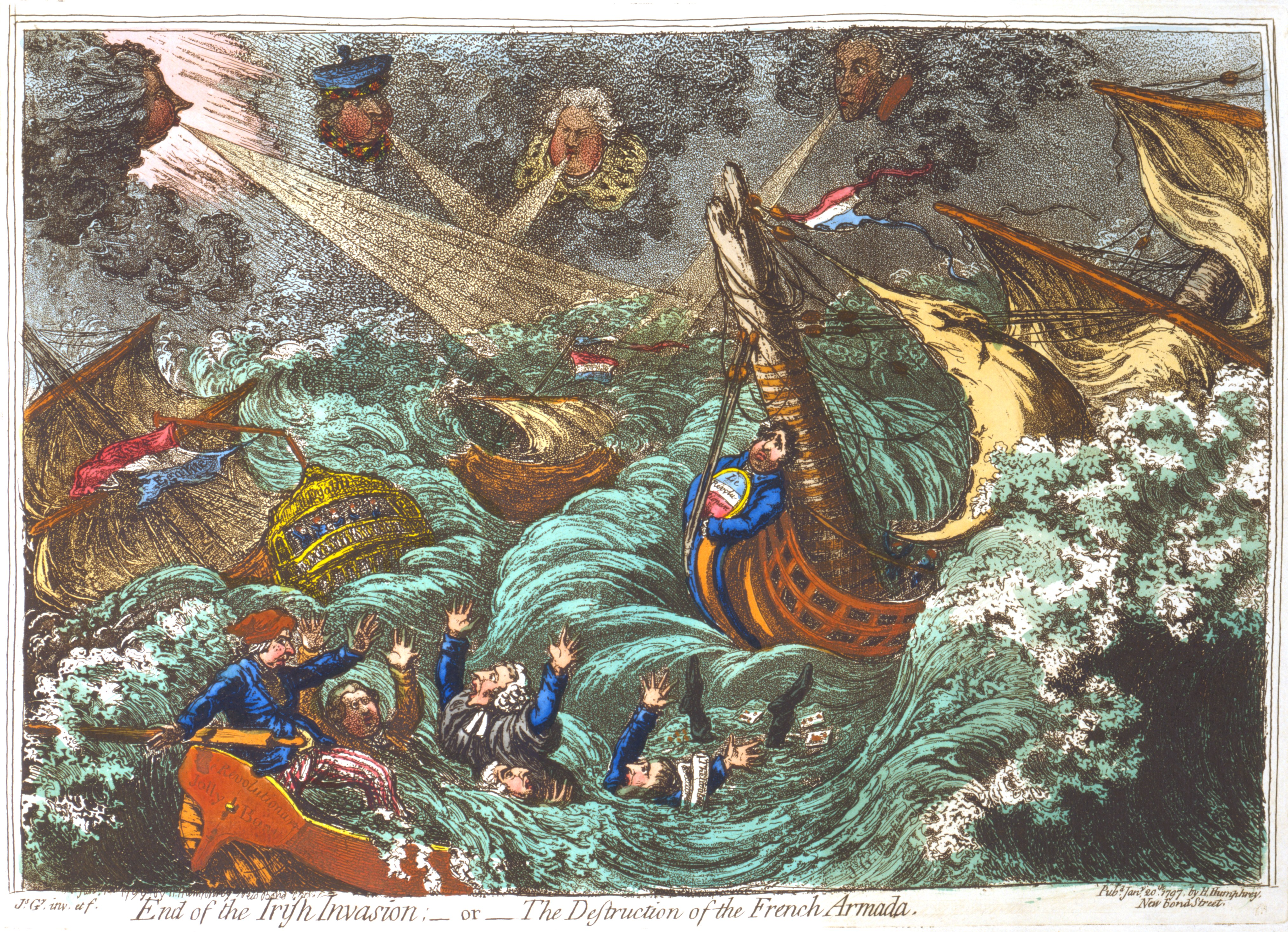
En Fin de la invasión irlandesa, o la destrucción de la armada francesa (1797), James Gillray caricaturizó así el fracaso de la expedición de Hoche.

En abril de 1797, el motín de toda la flota de Spithead sacudió al gobierno (los marineros exigieron un aumento salarial para igualar la inflación). Este motín se produjo en el mismo momento en que la alianza franco-holandesa preparaba una invasión a Gran Bretaña. Para recuperar el control de la flota, Pitt acordó aumentar los sueldos de la marina e hizo que Jorge III perdonara a los amotinados, pero Pitt se negó a negociar con Parker, a quien quería ver ahorcado por amotinado. En respuesta a los motines de 1797, Pitt aprobó una ley que prohibía abogar por romper los juramentos a la Corona. En 1798, aprobó la Ley de Defensa del Reino, que restringió aún más las libertades civiles.

### La cuestión irlandesa

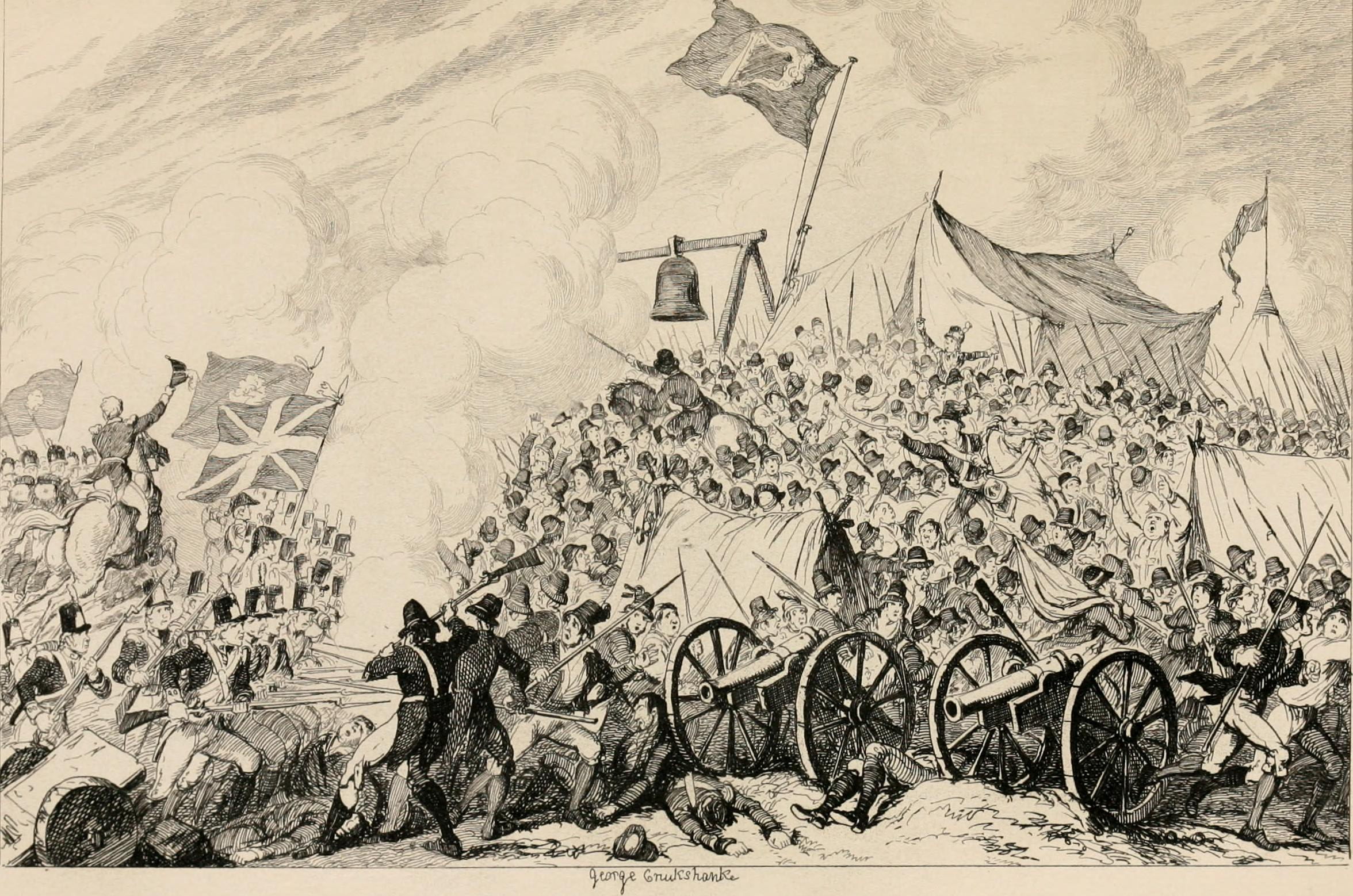
Rebelión irlandesa de 1798

A lo largo de la década de 1790, la popularidad de la Sociedad de Irlandeses Unidos creció. Influenciada por las revoluciones estadounidense y francesa, este movimiento exigió la independencia y el republicanismo de Irlanda. La United Irishmen Society era muy anticlerical, y se oponía igualmente a las "supersticiones" promovidas tanto por la Iglesia de Inglaterra como por la Iglesia católica, lo que provocó que esta última apoyara a la Corona. Al darse cuenta de que la Iglesia católica era un aliado en la lucha contra la revolución francesa, Pitt había intentado infructuosamente persuadir al parlamento de Dublín de que flexibilizara las leyes anticatólicas para "mantener las cosas tranquilas en Irlanda". Los esfuerzos de Pitt por suavizar las leyes anticatólicas fracasaron ante la decidida resistencia de las familias de la ascendencia protestante en Irlanda, que obligaron a Pitt a destituir a Earl Fitzwilliam como secretario en jefe para Irlanda en 1795, cuando este había indicado que apoyaría a un proyecto de ley de ayuda católica. En gran parte de las zonas rurales de Irlanda, la ley y el orden se habían derrumbado debido a que una crisis económica que empobreció aún más al ya pobre campesinado irlandés, y una guerra sectaria con muchas atrocidades en ambos lados que había comenzado en 1793 entre los "Defensores" católicos contra los "Peep o'Day Boys" protestantes. Una sección de los Peep o'Day Boys, que se habían rebautizado a sí mismos como la Loyal Orange Order en septiembre de 1795, estaban fanáticamente comprometidos a defender la supremacía protestante en Irlanda a "casi cualquier coste".
En diciembre de 1796, una invasión francesa de Irlanda dirigida por el general Lazare Hoche (programada para coordinarse con un levantamiento de los irlandeses unidos) solo se vio frustrada por el mal tiempo. Para aplastar a los irlandeses unidos, Pitt envió al general Lake al Úlster en 1797 para llamar a los milicianos irlandeses protestantes y organizó una red de inteligencia de espías e informadores. En mayo de 1798, los disturbios recurrentes de Irlanda estallaron en una rebelión total con la United Irishmen Society lanzando una revuelta para ganar la independencia de Irlanda. Pitt adoptó un enfoque extremadamente represivo hacia los irlandeses unidos y la Corona ejecutó a unos 1.500 irlandeses unidos después de la revuelta. La revuelta de 1798 destruyó la fe de Pitt en la competencia de gobierno del parlamento de Dublín (dominado por familias de ascendencia protestante). Pensando que un enfoque menos sectario y más conciliador habría evitado el levantamiento, Pitt buscó un Acta de Unión que convertiría a Irlanda en una parte oficial del Reino Unido y pondría fin a la "Cuestión Irlandesa". Las expediciones francesas a Irlanda en 1796 y 1798 (para apoyar a los irlandeses unidos) fueron consideradas por Pitt como que podrían haber proporcionado una base irlandesa para los ataques franceses contra Gran Bretaña, convirtiendo así la "cuestión irlandesa" en un asunto de seguridad nacional. Como el parlamento de Dublín no deseaba disolverse, Pitt hizo un uso generoso de las prevendas para sobornar a los parlamentarios irlandeses para que votaran por el Acta de Unión.

### Fracaso en derrotar a Francia
A pesar de los esfuerzos de Pitt, los franceses continuaron derrotando a la Primera Coalición, que colapsó en 1798. Se formó una Segunda Coalición, compuesta por Gran Bretaña, Austria, Rusia y el Imperio otomano, pero tampoco logró vencer a los franceses. La caída de la Segunda Coalición con la derrota de los austríacos en la batalla de Marengo (14 de junio de 1800) y en la batalla de Hohenlinden (3 de diciembre de 1800) dejó a Gran Bretaña sola frente a Francia.

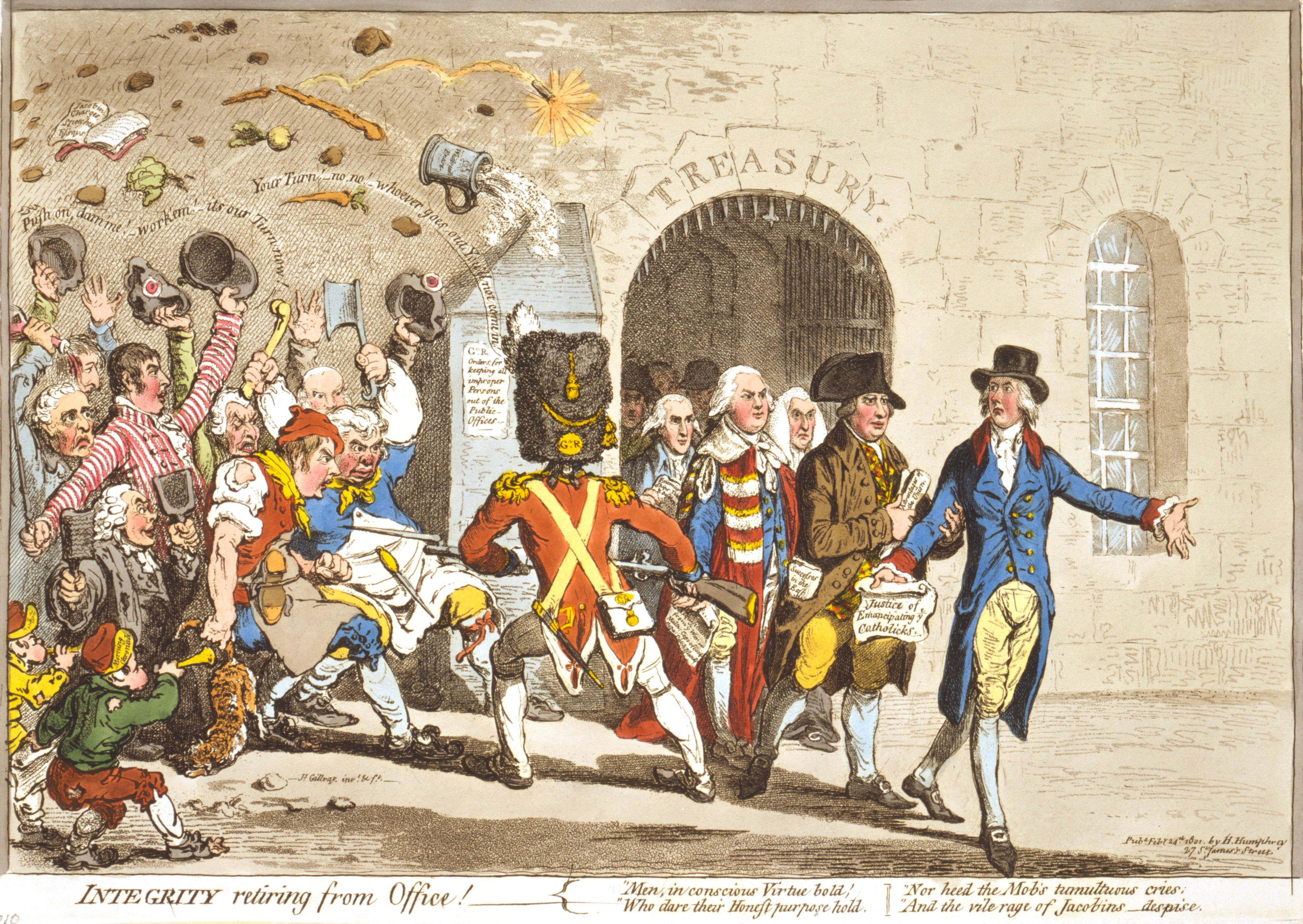
James Gillray caricaturizó la renuncia de Pitt en Integrity(1801).

## Dimisión
Tras las Actas de Unión de 1800, Pitt buscó inaugurar el nuevo Reino Unido de Gran Bretaña e Irlanda otorgando concesiones a los católicos, que formaban una mayoría del 75% de la población en Irlanda, mediante la abolición de varias restricciones políticas que sufrían. El rey se oponía firmemente a la emancipación católica; argumentó que otorgar libertades adicionales violaría su juramento de coronación, en el que había prometido proteger a la Iglesia de Inglaterra. Pitt, incapaz de cambiar las fuertes opiniones del rey, dimitió el 16 de febrero de 1801, para permitir que Henry Addington, su amigo político, formara un nuevo gobierno. Más o menos al mismo tiempo, sin embargo, el rey sufrió un nuevo ataque de locura, con la consecuencia de que Addington no pudo recibir su nombramiento formal. Aunque había dimitido, Pitt continuó desempeñando temporalmente sus funciones; el 18 de febrero de 1801 adelantó el presupuesto anual. El poder se transfirió de Pitt a Addington el 14 de marzo, cuando el rey se recuperó.

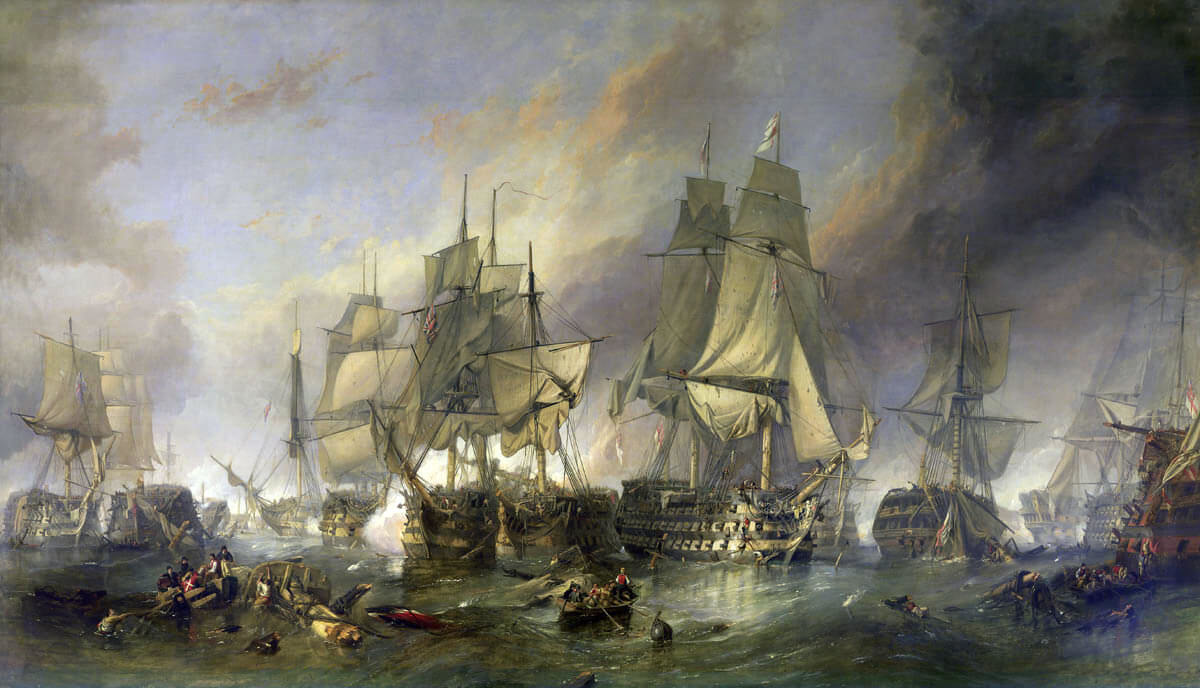
Batalla de Trafalgar, 21 de octubre de 1805

Pitt apoyó a la nueva administración, pero con poco entusiasmo; con frecuencia se ausentaba del Parlamento, prefiriendo permanecer en la residencia de Lord Warden en el castillo de Walmer. Antes de 1802, por lo general pasaba allí unas vacaciones anuales a finales de verano y, después, a menudo estaba presente desde la primavera hasta el otoño.
Desde el castillo, ayudó a organizar un Cuerpo de Voluntarios local en previsión de una invasión francesa, actuó como coronel de un batallón reclutado por la Trinity House (también fue maestro de la Trinity House) y alentó la construcción de las torres Martello y el Royal Military Canal en Romney Marsh. Alquiló un terreno contiguo al castillo para cultivar en el que colocar árboles y paseos. Su sobrina Lady Hester Stanhope diseñó y administró los jardines y actuó como su anfitriona.
El Tratado de Amiens en 1802 entre Francia y Gran Bretaña marcó el final de las Guerras Revolucionarias Francesas. Pero todos esperaban que fuera solo una breve tregua. En 1803, la guerra había estallado nuevamente con Francia ya bajo el mando de Napoleón. Aunque Addington lo había invitado previamente a unirse al gabinete, Pitt prefirió unirse a la Oposición, volviéndose cada vez más crítico con las políticas del gobierno. Addington, incapaz de enfrentar la oposición combinada de Pitt y Fox, vio cómo su mayoría se evaporaba gradualmente y renunció a fines de abril de 1804.

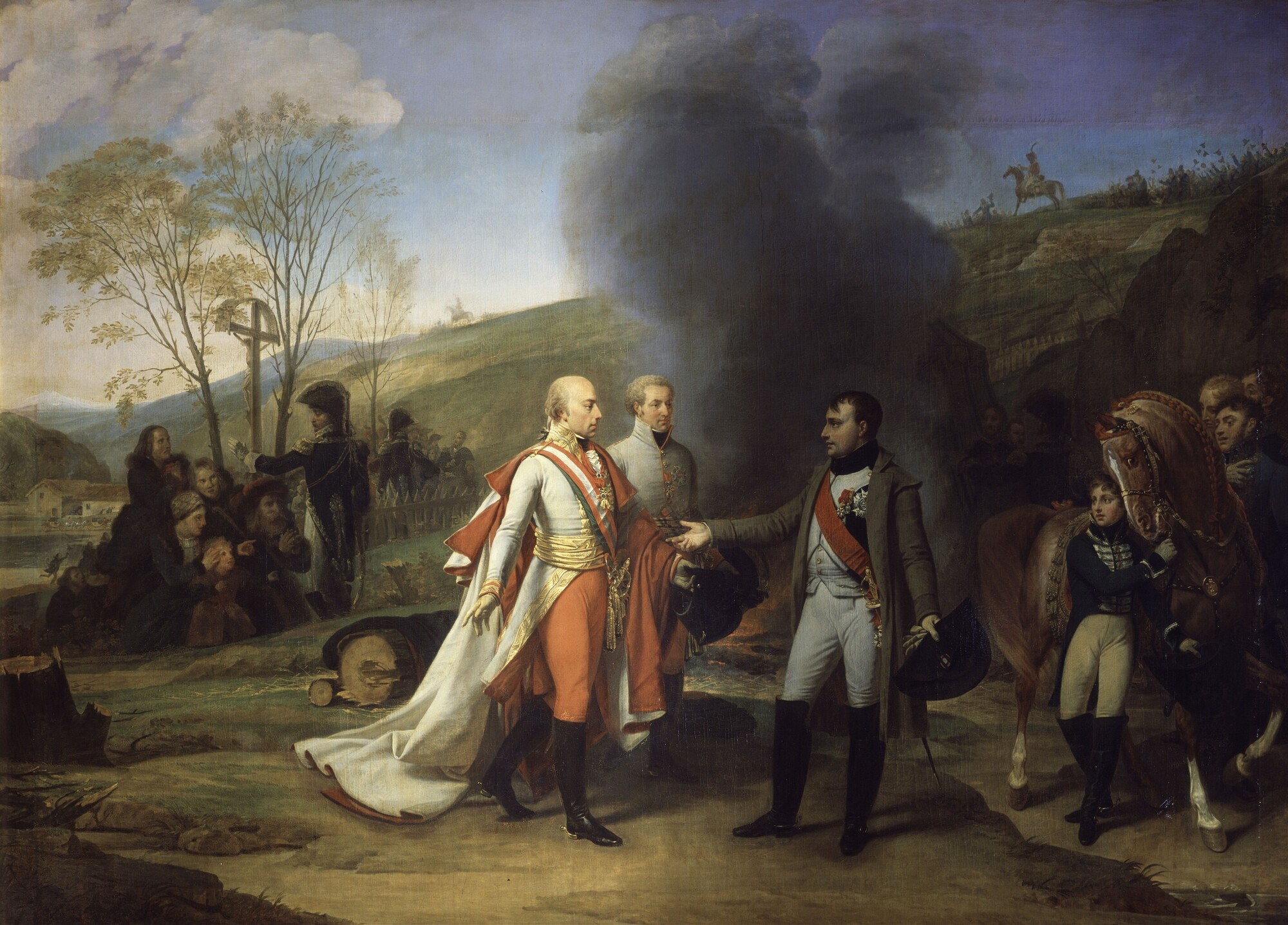
Napoleón y Francisco II después de la batalla de Austerlitz

## Segundo gobierno
Pitt regresó al cargo de primer ministro el 10 de mayo de 1804. Originalmente había planeado formar un gobierno de coalición amplio, pero se enfrentó a la oposición de Jorge III a la inclusión de Fox. Además, muchos de los antiguos partidarios de Pitt, incluidos los aliados de Addington, se unieron a la oposición. Por lo tanto, el segundo ministerio de Pitt fue considerablemente más débil que el primero.
El gobierno británico comenzó a presionar al emperador francés, Napoleón I. Gracias a los esfuerzos de Pitt, Gran Bretaña se unió a la Tercera Coalición, una alianza que incluía a Austria, Rusia y Suecia. En octubre de 1805, el almirante británico Horatio Nelson, primer vizconde de Nelson, obtuvo una aplastante victoria en la batalla de Trafalgar, asegurando la supremacía naval británica durante el resto de la guerra. En el banquete anual del alcalde, en el que brindaba por él como "el Salvador de Europa", Pitt respondió con unas pocas palabras que se convirtieron en el discurso más famoso de su vida:
«Te doy las gracias por el honor que me has hecho; pero Europa no debe ser salvada por un solo hombre. Inglaterra se ha salvado a sí misma con sus esfuerzos y, como confío, salvará a Europa con su ejemplo».
Sin embargo, la Coalición se derrumbó tras sufrir importantes derrotas en la batalla de Ulm (octubre de 1805) y la batalla de Austerlitz (diciembre de 1805). Después de escuchar la noticia de la derrota de Austerlitz, Pitt se refirió así a un mapa de Europa, "Enrolle ese mapa; no se necesitará en diez años".

### Finanzas
Pitt era un experto en finanzas y se desempeñó como ministro de Hacienda. Su éxito al enfrentarse a Napoleón fue fundamental utilizar los recursos económicos superiores de Gran Bretaña. Pudo movilizar los recursos industriales y financieros de la nación y aplicarlos para derrotar a Francia.
Con una población de 16 millones, Gran Bretaña tenía apenas la mitad del tamaño de Francia, que tenía una población de 30 millones. En términos de soldados, sin embargo, la ventaja numérica francesa se vio compensada por los subsidios británicos que pagaron una gran proporción de los soldados austríacos y rusos, alcanzando un máximo de alrededor de 450.000 efectivos en 1813.
Gran Bretaña utilizó su poder económico para expandir la Royal Navy, duplicando el número de fragatas y aumentando el número de grandes barcos de línea en un 50%, al tiempo que aumentó el contingente de marineros de 15.000 a 133.000 en ocho años después de que comenzara la guerra en 1793. La producción nacional británica se mantuvo fuerte y el sector empresarial bien organizado canalizó los productos hacia lo que los militares necesitaban. Francia, mientras tanto, vio cómo su armada se reducía en más de la mitad. El sistema de contrabando de productos terminados al continente socavó los esfuerzos franceses por arruinar la economía británica cerrando los mercados.
En 1814, el presupuesto que Pitt había configurado en sus últimos años se había expandido a 66 millones de libras, incluidos 10 millones para la Armada, 40 millones para el Ejército, 10 millones para los Aliados y 38 millones, como intereses de la deuda pública. La deuda nacional se disparó a 679 millones de libras esterlinas, más del doble del PIB. Fue apoyado voluntariamente por cientos de miles de inversores y contribuyentes, a pesar de los impuestos más altos sobre la tierra y un nuevo impuesto sobre la renta.
El costo total de la guerra fue de 831 millones de libras. El sistema financiero francés era inadecuado y las fuerzas de Napoleón tuvieron que depender en parte de las requisas de las tierras conquistadas.

## Muerte
Los contratiempos de su segundo gobierno afectaron la salud de Pitt. Hacía mucho tiempo que padecía de mala salud, desde la niñez, padecía de gota y «bilis», que se agravaba por un gusto por el oporto que comenzó cuando le aconsejaron consumirlo para afrontar su mala salud crónica. El 23 de enero de 1806, Pitt murió en la Bowling Green House en Putney Heath, probablemente a causa de una úlcera péptica de estómago o duodeno. Estaba soltero y no dejó hijos.
Las deudas de Pitt ascendían a 40.000 libras cuando murió, pero el Parlamento acordó pagarlas en su nombre. Se hizo una moción para honrarlo con un funeral público y un monumento, que pasó a pesar de cierta oposición. El cuerpo de Pitt fue enterrado en la Abadía de Westminster el 22 de febrero, después de haber permanecido expuesto durante dos días en el Palacio de Westminster.
Pitt fue sucedido como primer ministro por su primo hermano William Grenville, primer barón de Grenville, quien encabezó una coalición que incluía a Charles James Fox.

## Vida personal
Pitt se hizo conocido como un «hombre de tres botellas» en referencia a su gran consumo de vino de Oporto. Cada una de estas botellas tendría un volumen de alrededor de un tercio de litro.
En un momento, surgieron rumores de un matrimonio intencionado con Eleanor Eden, a quien Pitt se había acercado. Pitt rompió el compromiso en 1797, escribiendo a su padre, Lord Auckland: «Me veo obligado a decir que encuentro los obstáculos decisivos e insuperables».
Sobre sus relaciones sociales, el biógrafo William Hague escribe:
- «Pitt era más feliz entre sus compañeros o familiares de Cambridge. No tenía ambiciones sociales y era raro que se propusiera hacer un amigo. Los brillantes colaboradores de sus primeros 18 meses en el cargo (Beresford, Wyvil y Twining) entraban y salían de su mente junto con sus áreas de especialización. La falta de interés de Pitt en ampliar su círculo social significó que no llegó a abarcar a ninguna mujer fuera de su propia familia, un hecho que generó muchos rumores. Desde finales de 1784, aparecieron una serie de versos satíricos en The Morning Herald que llamaban la atención sobre la falta de conocimiento de Pitt sobre las mujeres. Otros hicieron referencias sarcásticas a la amistad de Pitt con Tom Steele, secretario del Tesoro. En el apogeo de la crisis constitucional en 1784, Sheridan había comparado a Pitt con el favorito de James I, el duque de Buckingham, una clara referencia a la homosexualidad. Socialmente, Pitt prefería la compañía de hombres jóvenes y seguiría haciéndolo hasta los treinta y cuarenta. Puede ser que Pitt tuviera inclinaciones homosexuales, pero reprimió cualquier impulso de actuar en consecuencia por el bien de sus ambiciones. Podía ser encantador con las mujeres, pero parece seguro que rechazaba su intimidad cada vez que se le ofrecía. En términos prácticos, parece que Pitt fue esencialmente asexual durante toda su vida, tal vez un ejemplo de cómo su rápido desarrollo como político frenó su crecimiento como hombre».[32]

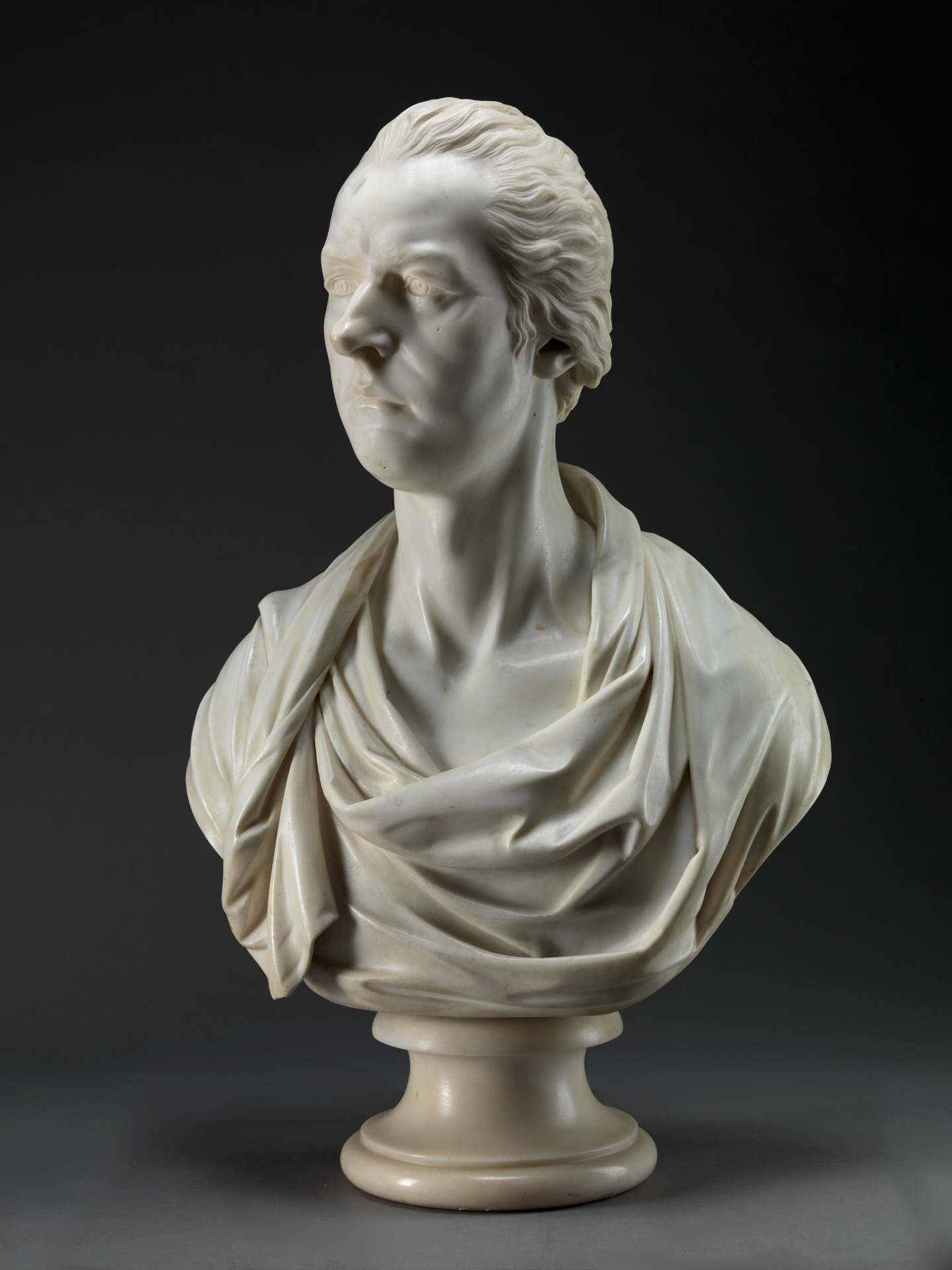
Busto de mármol de William Pitt por Joseph Nollekens, 1807. Centro de Arte Británico de Yale

## Legado
William Pitt el Joven fue un primer ministro que consolidó los poderes de su cargo. Aunque a veces se opuso a miembros de su gabinete, ayudó a definir el papel del primer ministro como supervisor y coordinador de los diversos departamentos gubernamentales. Después de su muerte, los conservadores lo consideraron un gran héroe patriótico.
Uno de los logros de Pitt fue la rehabilitación de las finanzas de la nación después de la guerra de Independencia de Estados Unidos. Pitt ayudó a gestionar la creciente deuda nacional e hizo cambios en el sistema fiscal para mejorar su gran captación de ingresos.
Algunos de los planes domésticos de Pitt no tuvieron éxito; fracasó en asegurar la reforma parlamentaria, la emancipación o la abolición de la trata de esclavos, aunque esto último tuvo lugar con la Ley de Comercio de Esclavos de 1807, un año después de su muerte. El proyecto de ley sobre el comercio de esclavos de 1792, aprobado por la Cámara de los Comunes, cambiado y mutilado por las modificaciones y enmiendas de Pitt, estuvo durante años en la Cámara de los Lores. El biógrafo William Hague considera que la abolición inconclusa de la trata de esclavos es el mayor fracaso de Pitt. Señala que al final de la carrera de Pitt, existían las condiciones que habrían permitido que un hábil intento de aprobar un proyecto de ley de abolición tuviera éxito, en parte debido a la larga campaña que Pitt había alentado con su amigo William Wilberforce. Hague continúa señalando que el fracaso probablemente se debió a que Pitt era una "fuerza gastada" en el momento en que surgieron las condiciones favorables. En opinión de Hague, el largo mandato de Pitt "puso a prueba los límites naturales de cuánto tiempo es posible estar en la cima. De 1783 a 1792, enfrentó cada nuevo desafío con brillantez pero desde 1793 mostró determinación pero a veces titubeó; y desde 1804 estaba agotado por la combinación de una estrecha mayoría y la guerra".
La historiadora Marie Peters ha comparado sus fortalezas y debilidades con las de su padre:
   "Con algo de la volatilidad de su padre y mucha de la confianza en sí mismo que bordeaba la arrogancia, el joven Pitt heredó dotes de oratoria magníficas y cuidadosamente cultivadas. Estas le dieron, como a su padre, un dominio sin igual de los Comunes y el poder de encarnar la voluntad nacional en tiempos de guerra. Sin embargo, hubo diferencias significativas. La elocuencia del joven Pitt, a diferencia de la de su padre, incluía la fuerza de una exposición razonada sostenida. Esto fue quizás en parte expresión de su enfoque completamente profesional de la política, tan diferente al de su padre, pero posiblemente derivando algo de Shelburne. El joven Pitt estaba continuamente comprometido en profundidad con los principales problemas de su época. Buscó con regularidad y energía la mejor información. Fue genuinamente progresista, como no lo era su padre, en la reforma parlamentaria, la emancipación católica, la política comercial y la reforma administrativa. Su capacidad constructiva en su principal responsabilidad, la política financiera y la administración, superó con creces el historial de su padre, si bien fue menos impresionante y quizás más igualado en política y estrategia exterior e imperial. Con razón, su larga carrera en altos cargos contrasta con el breve mandato de su padre."

### General
- Ehrman, J. P. W., and Anthony Smith. "Pitt, William (1759–1806)", Oxford Dictionary of National Biography, (2004); online 2009; accessed 12 September 2011
- Evans, Eric J. William Pitt the Younger (1999) 110 pages; online
- Furber, Holden. Henry Dundas: First Viscount Melville, 1741–1811, Political Manager of Scotland, Statesman, Administrator of British India (Oxford UP, 1931). online, a short scholarly biography
- Jupp, Peter. "Grenville, William Wyndham, Baron Grenville (1759–1834)" Oxford Dictionary of National Biography (2009) https://doi.org/10.1093/ref:odnb/115
- Leonard, Dick. "William Pitt, the Younger—Reformer Turned Reactionary?." in Leonard, ed. Nineteenth-Century British Premiers (Palgrave Macmillan UK, 2008) pp. 5–27.
- Mori, Jennifer. William Pitt & the French Revolution, 1785–1795 (1997) 305pp
- Mori, Jennifer. "William Pitt the Younger" in R. Eccleshall and G. Walker, eds., Biographical Dictionary of British Prime Ministers (Routledge, 1998), pp. 85–94
- Rose, J. Holland. William Pitt and National Revival (1911); William Pitt and the Great War (1912), solid, detailed study superseded by Ehrman; vol 1; vol 2 free;

### Estudios académicos
- Blanning, T. C. W. The French Revolutionary Wars, 1787–1802 (1996)
- Bryant, Arthur. Years of Endurance 1793–1802 (1942); and Years of Victory, 1802–1812 (1944), well-written surveys of the British story
- Cooper, William. "William Pitt, Taxation, and the Needs of War," Journal of British Studies Vol. 22, No. 1 (Autumn, 1982), pp. 94–103 JSTOR 175658
- Derry, J. Politics in the Age of Fox, Pitt and Liverpool: Continuity and Transformation (1990)
- Gaunt, Richard A. From Pitt to Peel: Conservative Politics in the Age of Reform (2014)
- Kelly, Paul. "British Politics, 1783-4: The Emergence and Triumph of the Younger Pitt's Administration," Bulletin of the Institute of Historical Research Vol. 54, No. 123 (1981) pp. 62–78.
- Ledger-Lomas, Michael. "The Character of Pitt the Younger and Party Politics, 1830–1860." The Historical Journal Vol. 47, No. 3 (2004), pp. 641–661 JSTOR 4091759
- Mori, Jennifer. "The political theory of William Pitt the Younger," History, April 1998, Vol. 83 Issue 270, pp. 234–248
- Richards, Gerda C. "The Creations of Peers Recommended by the Younger Pitt," American Historical Review Vol. 34, No. 1 (October 1928), pp. 47–54 JSTOR 1836479
- Sack, James J. From Jacobite to Conservative: Reaction and Orthodoxy in Britain c.1760–1832 (Cambridge University Press, 1993), does not see Pitt as a Tory
- Sack, James J. The Grenvillites, 1801–29: Party Politics and Factionalism in the Age of Pitt and Liverpool (U. of Illinois Press, 1979)
- Simms, Brendan. "Britain and Napoleon," Historical Journal Vol. 41, No. 3 (1998) pp. 885–894 JSTOR 2639908
- Wilkinson, D. "The Pitt-Portland Coalition of 1794 and the Origins of the 'Tory' party" History Vol. 83 (1998), pp. 249–264